# La Feuillée
Pour les articles homonymes, voir Feuillée (homonymie).
La Feuillée [la fœje]est une commune du département du Finistère, dans la région Bretagne, en France. Ses habitants sont les Feuillantins et les Feuillantines. Elle fait partie de Monts d'Arrée Communauté. C'est la plus haute commune de Bretagne, incluse dans le parc naturel régional d'Armorique.
En 2009, la commune a obtenu le label « Communes du Patrimoine Rural de Bretagne » pour la richesse de son patrimoine architectural et paysager.[réf. nécessaire]

## Géographie

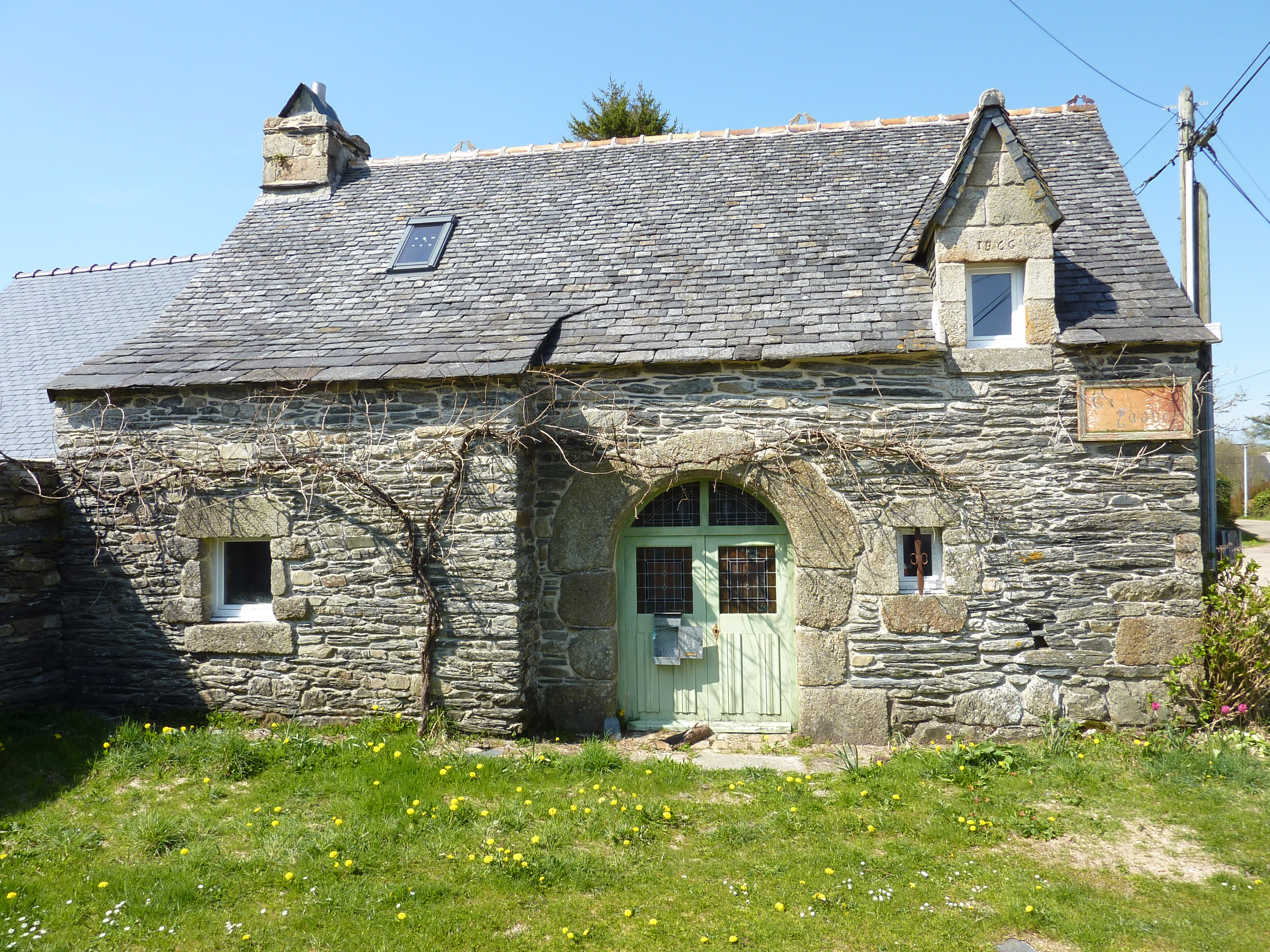
Maison à murs en schistes à Botbihan.

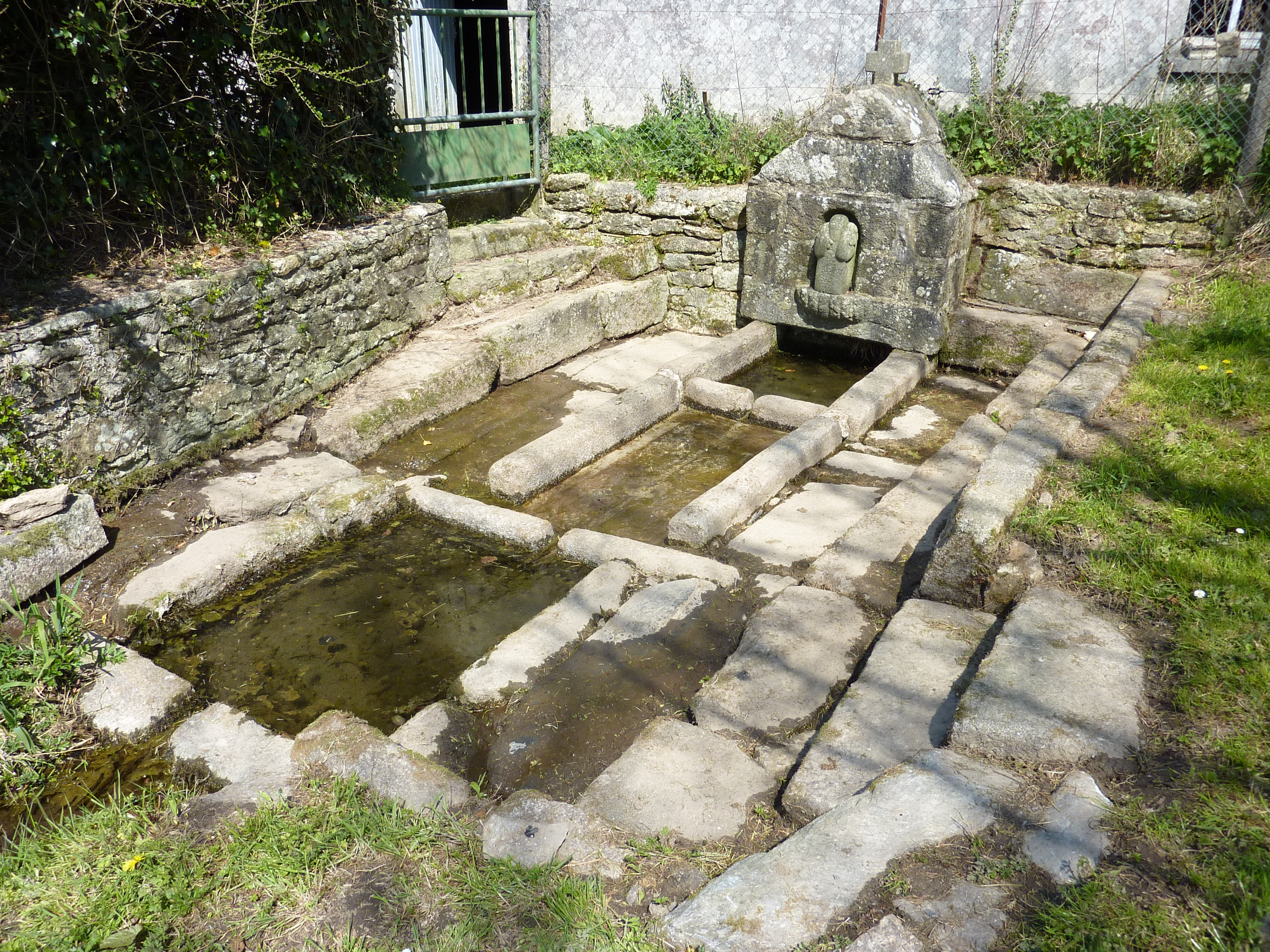
La fontaine Saint-Jean-Baptiste avec ses deux vasques de granite.

La Feuillée est adossée aux contreforts des monts d'Arrée. Elle fait partie du parc naturel régional d'Armorique. La commune d'une superficie de 3 155 ha (31,55 km2), son altitude est comprise entre 192 et 381 mètres, le bourg étant le plus élevé de Bretagne (275 mètres) après celui de Lanfains selon les données de l'Institut géographique national. Son terroir, très diversifié, va des sommets de Roc'h Trevezel et Roc'h Trédudon au marais du Yeun Elez.
Une double bande de schistes et de quartzites dévoniens et de grès siluriens constitue le nord de la commune, qui fait partie des monts d'Arrée (« dans la langue du pays, montagne est exactement synonyme de lande inculte »). La partie centrale de la commune est granitique, formé de granite à deux micas, dit « de La Feuillée », c'est l'essentiel du territoire cultivable ; au sud-ouest le marais du Yeun Elez, dit encore de Saint-Michel, est constitué d'alluvions modernes, mal drainées sauf à la fin du XIXe et dans la première moitié du XXe siècle lorsque la pression démographique a rendu nécessaire la mise en valeur agricole du marais et des landes afin de pouvoir survivre.
Le ruisseau du Fao, affluent de l'Aulne à l'est, sert de limite communale avec Berrien ; à l'ouest, le ruisseau de Roudouhir, affluent de l'Ellez, sert de limite communale avec Botmeur, mais son cours aval est désormais ennoyé sous les eaux du lac réservoir de Saint-Michel. Au nord, la limite communale avec Plounéour-Ménez, ancienne limite entre les évêchés de Cornouaille et de Léon, coïncide peu ou prou avec la ligne de crête des monts d'Arrée ; la limite méridionale avec Brennilis ne s'appuie sur aucune particularité de relief sauf très localement (ruisseau de Noster). La clairière de défrichement initiale reste nettement perceptible lorsqu'on observe une carte de La Feuillée : les bois subsistants sont pour la plupart en périphérie du territoire communal.
Depuis des siècles, avec une permanence remarquable dans le temps, les Feuillantins sont répartis dans les mêmes quatorze villages initiaux de la Commanderie : le bourg, Kermabilou, Penanroz, la Ville-Blanche, Kerelcun, Ruguellou, Trédudon-l'Hôpital, Kerangueroff, Kervran, Kerbargain, Kerberou, le Lettier (devenu Litiez), Kerbruc et Botbihan. Deux écarts supplémentaires seulement ont été créés dans le courant du XIXe siècle : Roz an Eol et Croaz an Herry. Goarem-ar-Manec'h, village fortifié des XIIe et XIIIe siècles, est le seul lieu d'habitat qui a été abandonné.
Le géographe Camille Vallaux écrivait en 1907 : « La commune de La Feuillée, sur treize épars, a une seule ferme isolée et douze gros villages de 14 à 75 feux. (...). C'est le système de la commune pâture qui a fait ces gros villages et qui les a maintenus. Chaque village avait sa portion de montagne indivise. (...). Or, plus le village était important, plus son lot de pâture commune était étendu. Les habitants avaient donc intérêt à se grouper. (...). Cet intérêt vient de disparaître avec le partage des terres de la montagne ».
| - Carte topographique de la commune de La Feuillée. |

|         | Plounéour-Ménez |         |
| Botmeur | La Feuillée     | Berrien |
|         | Brennilis       |         |

### Environnement
La Feuillée présente un paysage de bocage dense et de prairies sur collines qui lui donne une tonalité d'ensemble « verte ». Les « montagnes et tourbières de La Feuillée » ont été classées Zone naturelle d'intérêt écologique, faunistique et floristique par un arrêté préfectoral de protection de biotope en date du 29 mars 2005 ; on y trouve des espèces végétales protégées : hyménophylle de Wilson, lycopode inondé, dryopteris atlantique (dryopteris aemula), rossolis à feuilles rondes, rossolis à feuilles intermédiaires, malaxis des tourbières, spiranthe d'été, lycopode en massue, lycopode sélagine, sphaigne de la Pylaie. Le biotope abrite aussi plusieurs espèces protégées d'oiseaux, de mammifères, d'amphibiens et de reptiles.
En avril 2017, le conseil municipal de La Feuillée vote contre une demande d'extension d'un élevage sur la commune du Tréhou, les épandages des déjections des animaux de cette ferme-usine devant avoir lieu dans différentes communes des monts d'Arrée.

### Hydrographie
Pour un article plus général, voir Réseau hydrographique du Finistère.
La commune est située dans le bassin Loire-Bretagne. Elle est drainée par le Fao, le Roudouhir, le ruisseau de Roudoudour, le ruisseau de Noster et divers autres petits cours d'eau,.
Le Fao, d'une longueur de 18 km, prend sa source dans la commune  et se jette  dans l'Aulne à Poullaouen, après avoir traversé quatre communes.

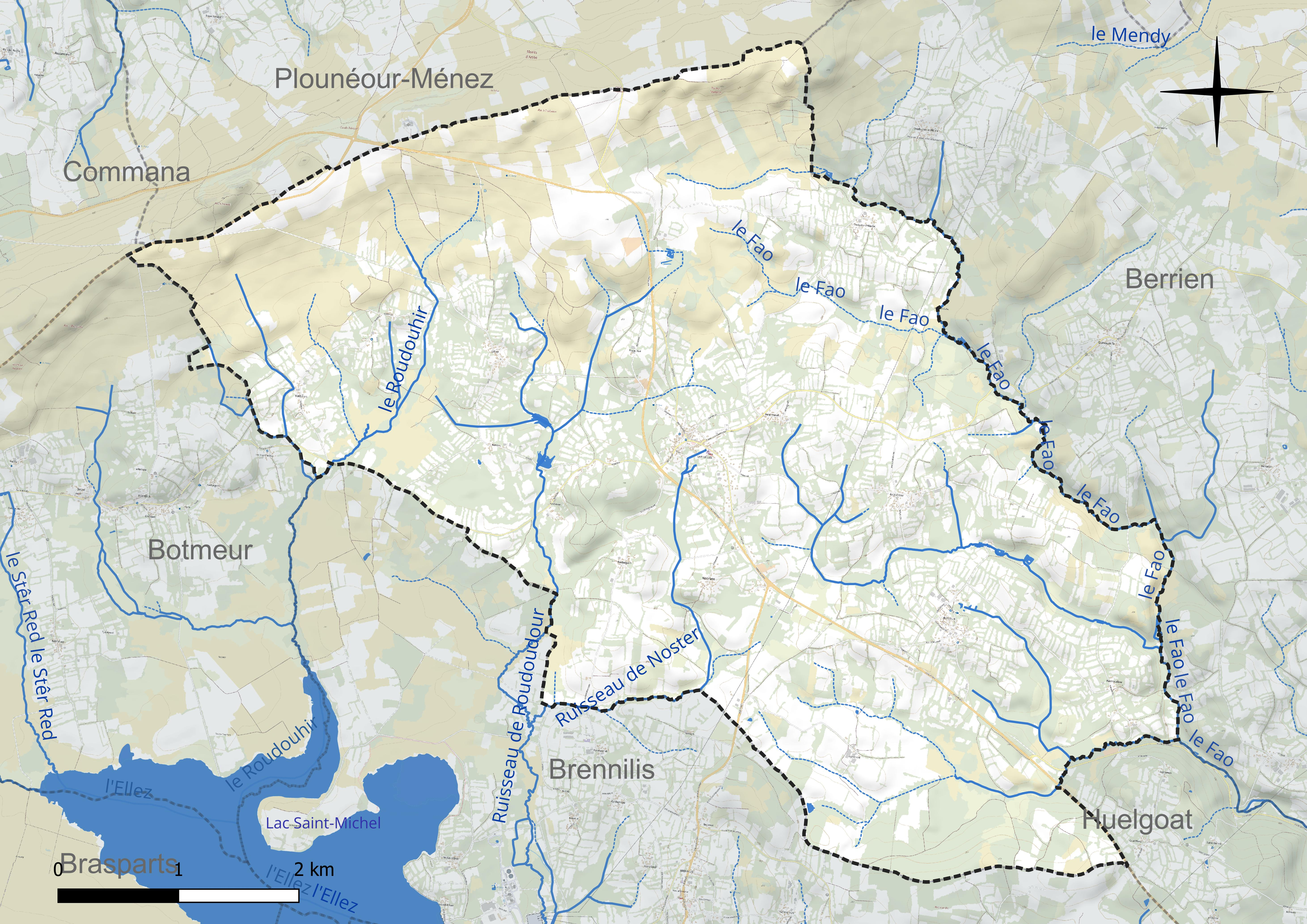
Réseau hydrographique de la Feuillée.

### Climat
Pour des articles plus généraux, voir Climat de la Bretagne et Climat du Finistère.
En 2010, le climat de la commune est de type climat océanique franc, selon une étude du CNRS s'appuyant sur une série de données couvrant la période 1971-2000. En 2020, Météo-France publie une typologie des climats de la France métropolitaine dans laquelle la commune est exposée à un climat océanique et est dans la région climatique  Finistère nord, caractérisée par une pluviométrie élevée, des températures douces en hiver (6 °C), fraîches en été et des vents forts. Parallèlement l'observatoire de l'environnement en Bretagne publie en 2020 un zonage climatique de la région Bretagne, s'appuyant sur des données de Météo-France de 2009. La commune est, selon ce zonage, dans la zone « Monts d'Arrée », avec des hivers froids, peu de chaleurs et de fortes pluies.
Pour la période 1971-2000, la température annuelle moyenne est de 10,4 °C, avec  une amplitude thermique annuelle de 11,5 °C. Le cumul annuel moyen de précipitations est de 1 426 mm, avec 17,3 jours de précipitations en janvier et 10,3 jours en juillet. Pour la période 1991-2020, la température moyenne annuelle observée sur la station météorologique la plus proche, située sur la commune de Brennilis à 4 km à vol d'oiseau, est de 10,9 °C et le cumul annuel moyen de précipitations est de 1 552,3 mm,. Pour l'avenir, les paramètres climatiques de la commune estimés pour 2050 selon différents scénarios d'émission de gaz à effet de serre sont consultables sur un site dédié publié par Météo-France en novembre 2022.

## Urbanisme

### Typologie
Au 1er janvier 2024, La Feuillée est catégorisée commune rurale à habitat très dispersé, selon la nouvelle grille communale de densité à 7 niveaux définie par l'Insee en 2022.
Elle est située hors unité urbaine et hors attraction des villes,.

### Occupation des sols simplifiée
L'occupation des sols de la commune, telle qu'elle ressort de la base de données européenne d'occupation biophysique des sols Corine Land Cover (CLC), est marquée par l'importance des territoires agricoles (60,4 % en 2018), en augmentation par rapport à 1990 (38,5 %). La répartition détaillée en 2018 est la suivante :
zones agricoles hétérogènes (39,2 %), milieux à végétation arbustive et/ou herbacée (35,4 %), prairies (18,8 %), forêts (3 %), terres arables (2,4 %), zones urbanisées (1,3 %). L'évolution de l'occupation des sols de la commune et de ses infrastructures peut être observée sur les différentes représentations cartographiques du territoire : la carte de Cassini (XVIIIe siècle), la carte d'état-major (1820-1866) et les cartes ou photos aériennes de l'IGN pour la période actuelle (1950 à aujourd'hui).

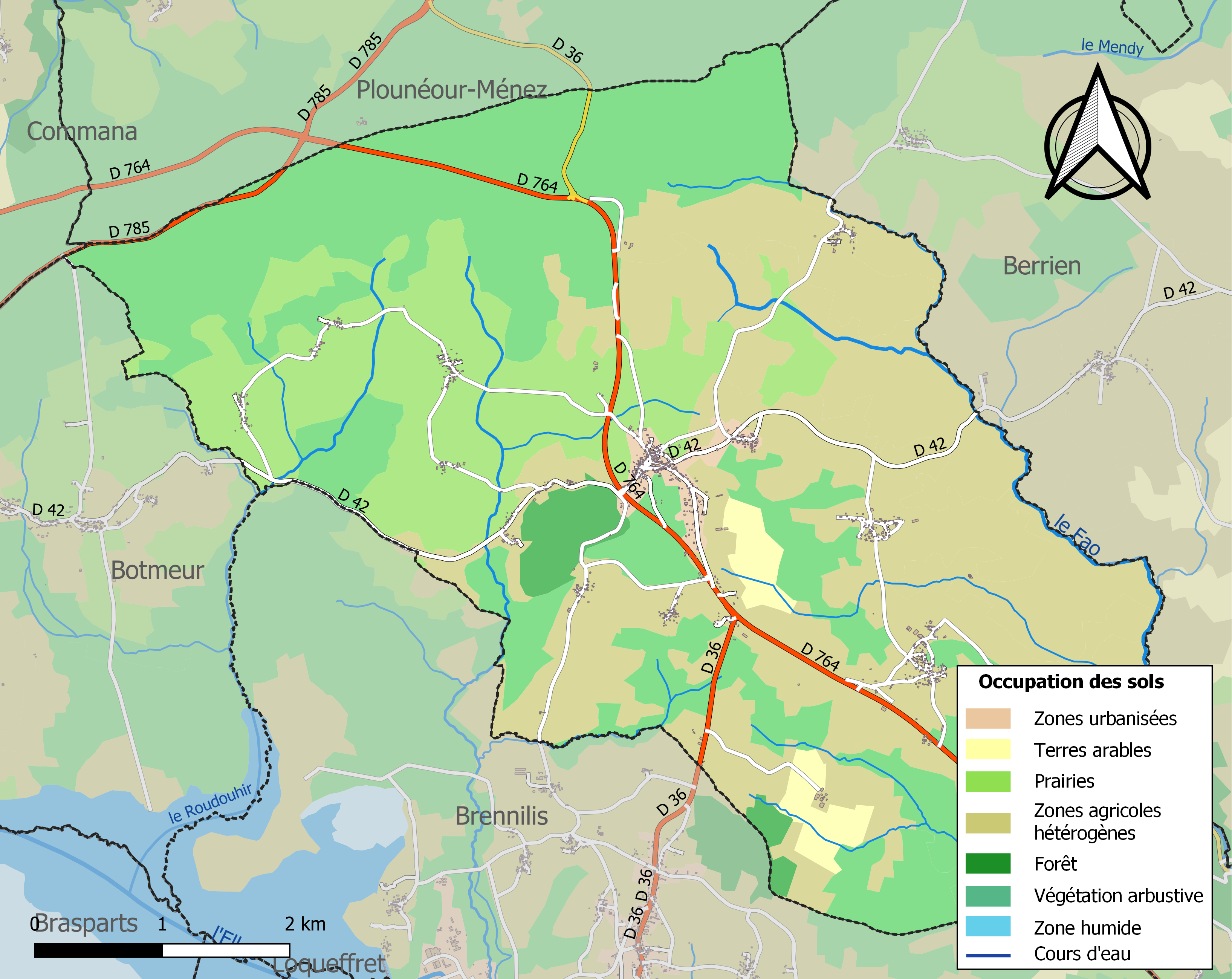
Carte des infrastructures et de l'occupation des sols de la commune en 2018 (CLC).

### Occupation des sols détaillée
Le tableau ci-dessous présente l'occupation des sols détaillée de la commune en 2018, telle qu'elle ressort de la base de données européenne d'occupation biophysique des sols Corine Land Cover (CLC).
| Type d'occupation                                                                   | %    | Superficie (en hectares) |
| ----------------------------------------------------------------------------------- | ---- | ------------------------ |
| Tissu urbain discontinu                                                             | 1,3  | 40                       |
| Terres arables hors périmètres d'irrigation                                         | 2,4  | 75                       |
| Prairies et autres surfaces toujours en herbe                                       | 18,8 | 594                      |
| Systèmes culturaux et parcellaires complexes                                        | 26,7 | 843                      |
| Surfaces essentiellement agricoles interrompues par des espaces naturels importants | 12,5 | 394                      |
| Forêts de feuillus                                                                  | 1,5  | 48                       |
| Forêts de conifères                                                                 | 1,4  | 43                       |
| Forêts mélangées                                                                    | 0,1  | 3                        |
| Landes et broussailles                                                              | 25,4 | 803                      |
| Forêt et végétation arbustive en mutation                                           | 10,0 | 315                      |

L'occupation des sols détaillée montre que les landes occupent une surface considérable, à savoir un quart de la surface communale.

## Toponymie
Le nom de localité attesté sous les formes Ar Folle, La Feillee en 1433 et Feillee en 1535.
Le nom feuillée, du latin foliata, est attesté jusqu'en Basse-Bretagne sous la forme fouillez (« endroit feuillu »).
Ar Fouilhez est le nom de la commune en breton.

## Histoire

### Les origines

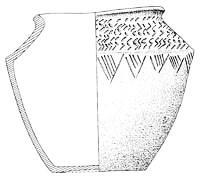
Vase décoré trouvé dans un tumulus de Ruguellou (dessin de Paul du Châtellier).

L'occupation de la Feuillée est attestée dès le Néolithique par au moins un menhir, le Menhir de Kerelcun.
Elle se poursuit à l'âge du bronze, avec de nombreux tumulus sur le territoire de la commune, ainsi que des traces de fermes, des caches de monnaies,. Des tumuli ont été identifiés et fouillés, en particulier par Paul du Châtellier, près de Ruguellou dans le champ dit Parc-an-Daniel et à Goarem-ar-Velin.
Le village fortifié abandonné de Goarem ar Manec´h, sur le hameau de Ruguellou, daté d'une période allant de l'époque carolingienne au Moyen Âge, comprend une enceinte carrée à angles arrondis formée d'un double talus de part et d'autre d'une douve. À l'intérieur subsistent des vestiges de plusieurs bâtiments ainsi qu'une fontaine qui se trouvait dans la partie sud de l'enceinte. Le toponyme et la configuration des bâtiments font penser à une installation monastique des XIIe et XIIIe siècles ; celui de Kerbran-Coz, en Kerbran, est daté de la période médiévale.

### Les Hospitaliers

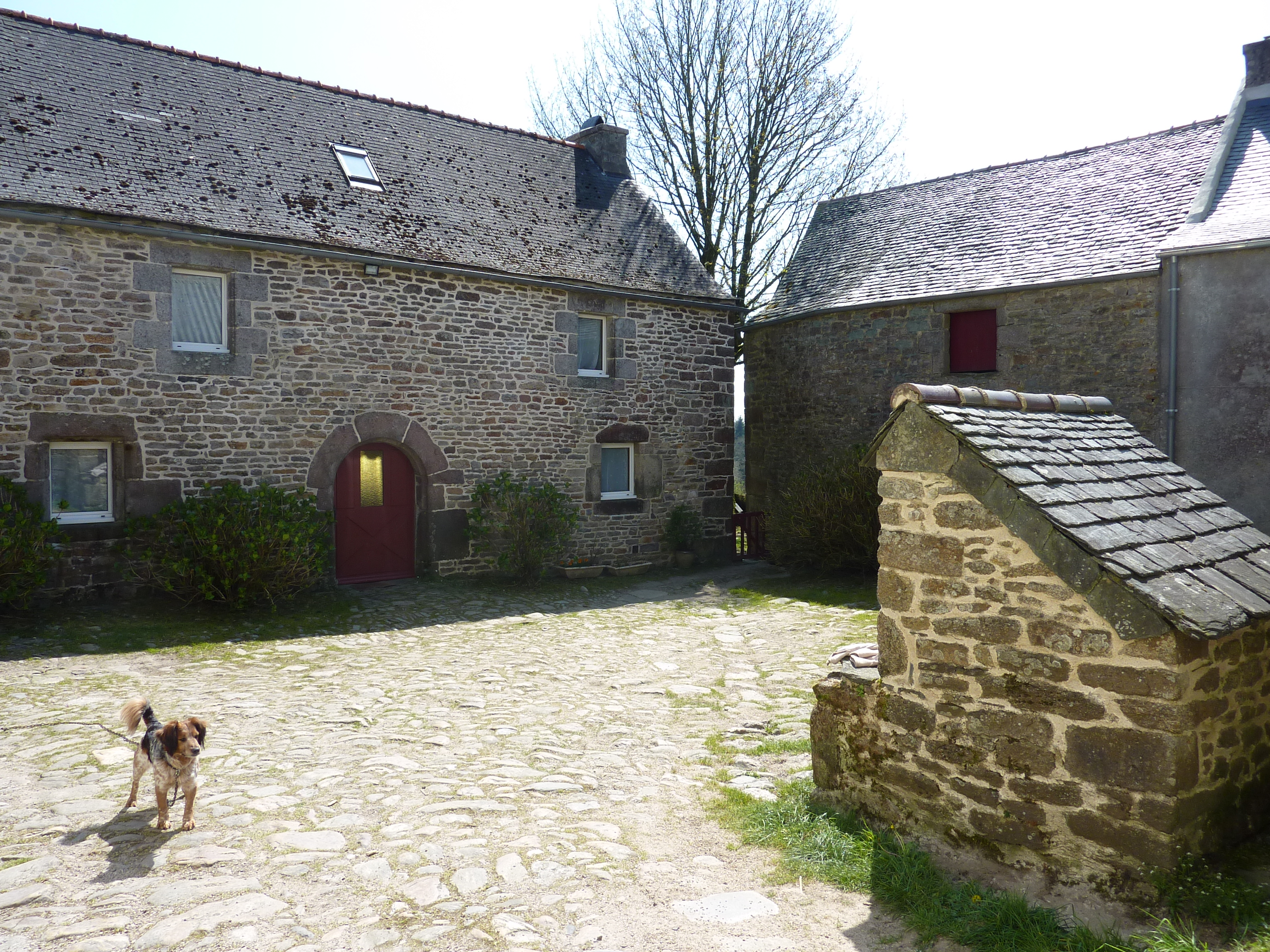
Porzh Kloz, la cour pavée de l'ancienne commanderie et la « maison du Commandeur ».

La première mention écrite de La Feuillée, qui « dut être à l'origine un hospice (...) destiné à secourir les voyageurs pauvres franchissant l'aride passage des monts d'Arrée » est faite en 1160, sous le nom de « Ar Folle », paroisse préférée par les Hospitaliers de l'ordre de Saint-Jean de Jérusalem, à Berrien,, car située au bord de la voie romaine Vorgium - Gesocribate (Carhaix-Brest). Ces derniers y installent, « dans une contrée sauvage, couverte de landes, dépourvue d'arbres, peu habitée et ne possédant guère de terres labourables » une commanderie qui, aux XVIe et XVIIe siècles, s'étendait sur 82 paroisses situées dans les six diocèses de Cornouaille, Tréguier, Léon, Vannes, Saint-Brieuc et Dol. Elle comprenait six églises paroissiales, huit églises tréviales et quarante-trois chapelles et, en outre, une dizaine de manoirs et une vingtaine de moulins pour régir leurs nombreuses terres avoisinantes, un hôpital, un manoir à Kerbérou, une église paroissiale (l'église Saint-Jean) et une chapelle (chapelle Saint Houardon).
Au XVIIe siècle, la commanderie s'étendait sur 82 paroisses dans les départements actuels du Finistère, des Côtes-du-Nord et du Morbihan. En Finistère, Scrignac, Plonévez-du-Faou, Lopérec, Hanvec, Commana, Plounéour-Ménez, Plouénan, Taulé, Plouigneau, Lannéanou, Plouguin, etc. en dépendaient. Les Hospitaliers y exercèrent le droit de haute justice, devaient prendre soin des voyageurs et des pèlerins de passage, dans cette région « montagneuse » et contrôlaient les paysans selon le principe de la quévaise, variante locale du domaine congéable, et ce jusqu'à la chute de l'Ancien Régime. Un « Ospital » y accueillait les pèlerins le long de la voie romaine, devenue route royale, traversant la Bretagne. Là, il était possible de se restaurer et de se reposer, avant ou après le franchissement des landes des monts d'Arrée.

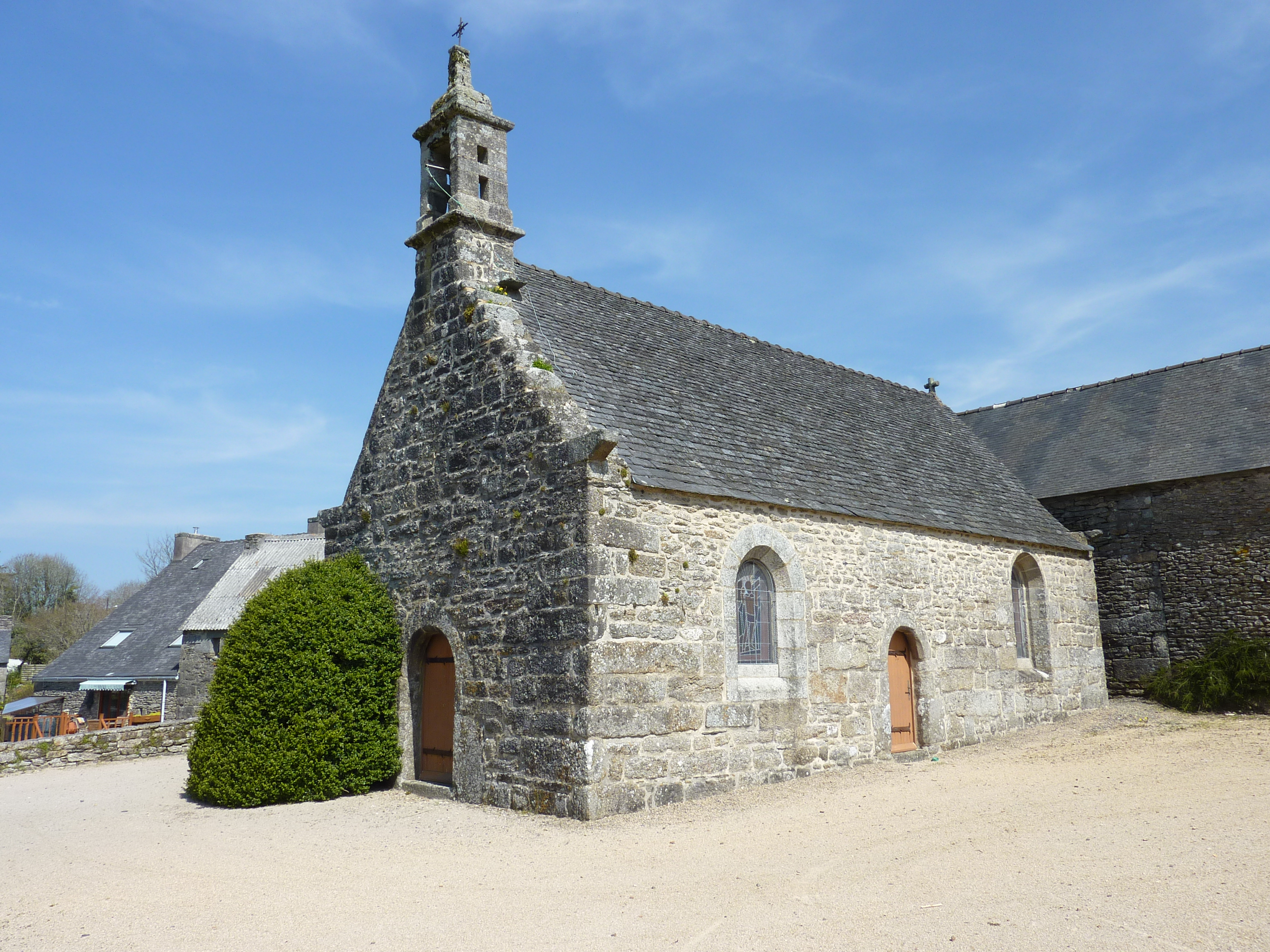
La chapelle Saint-Houardon, ancienne église paroissiale.

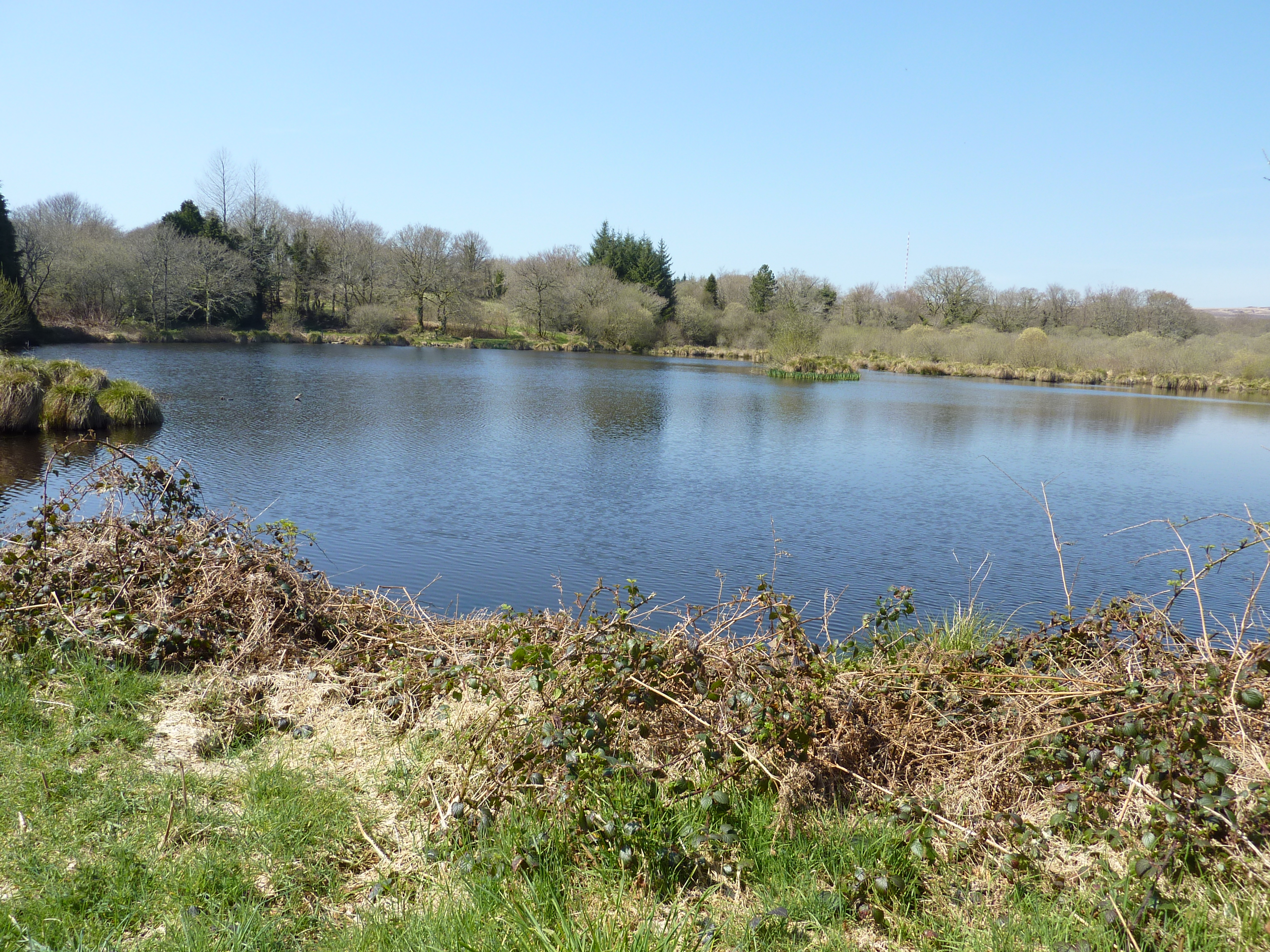
L'étang de Kerven, qui alimentait en eau un moulin de la commanderie.

Vingt-quatre commandeurs, tous d'origine noble, se sont succédé de 1433 (premier commandeur connu : Pierre de Keramborgne, mais il habite au Palacret, et non à La Feuillée) à 1790 (dernier commandeur : Alexandre-Louis-Hugues de Freslon de la Freslonnière). Les commandeurs ont habité jusqu'au XVe siècle au « Logis de l'hôpital », proche de l'église actuelle, et disposaient d'une chapelle privée, la chapelle Sainte-Catherine, désormais disparue. Ils habitèrent ensuite le manoir de Kerbérou, ainsi décrit : « la ville de Kerberon qui est le lieu principal et manoir du commandeur de la Feuillée seigneur de la paroisse, et y souloient demeurer les prestres chapelains ». La maison noble de Kerberon, sise en la paroisse de la Feuillée, « était un vrai manoir avec cour close de murailles, portail et jardins, étang et bois futaie ; la retenue comprenait vingt-quatre pièces de terre, un bois taillis contenant cent journaux et deux moulins appelés Kerberon et Kerelcan ; c'était une assez jolie terre assise dans une fraîche vallée et une résidence bien plus agréable que le bourg de la Feuillée ». Plusieurs commandeurs ont aussi habité au Palacret, comme René de Saint-Offange entre 1613 et 1641, et ses successeurs paroisse de Saint-Laurent, près de Bégard qui, depuis le VIIe siècle dépendait de celle de La Feuillée. Dans l'église Saint-Jean-Baptiste, construite au XIIIe siècle, elle aussi désormais disparue, dont le commandeur « était le seigneur supérieur, fondateur et prééminencier avec en feu, banc, écusson » se trouvait le grand tombeau élevé pour la sépulture des Commandeurs. À la fin du XVIe siècle, sept autres commanderies dépendent de La Feuillée (Quimper, le Croisty, Le Loc'h, Plouaret, Plélo, Le Palacret et Pont-Melvez), cette organisation durera jusqu'à la Révolution française.
Dans son aveu de 1696, le commandeur se déclarait « seul seigneur spirituel et temporel de La Feuillée, avec juridiction haute, moyenne et basse, exercée sur tous les habitants du dit bourg, par sénéchal, bailli, lieutenant ou greffier, avec justice patibulaire à quatre piliers élevés proche du dit bourg », ce qui signifie qu'il disposait du droit de vie et de mort sur les Feuillantins. En 1617 toujours, l'église Saint-Houardon est présentée comme ancienne église paroissiale de La Feuillée et entourée d'un cimetière.

### Quevaisiers et pilhaouers
Dans les terres inhabitées des monts d'Arrée, les Hospitaliers avaient attiré les défricheurs : des métayers, des fils de domaniers, mais aussi des mauvais garçons... car les terres des Hospitaliers étaient des minihy (lieux d'asile) pour mettre les terres en valeur et dégager des revenus pour la commanderie.(...). L'exploitation des terres se faisait dans le cadre d'un contrat spécifique : la quévaise. Le terme « quévaise » vient du vieux breton « kemaes », il signifie « champ commun » ou « champ que l'on cultive ensemble ». La quévaise est donc une « hostise », c'est-à-dire une institution qui, pour le défrichement, attire des « hôtes », nés ailleurs.

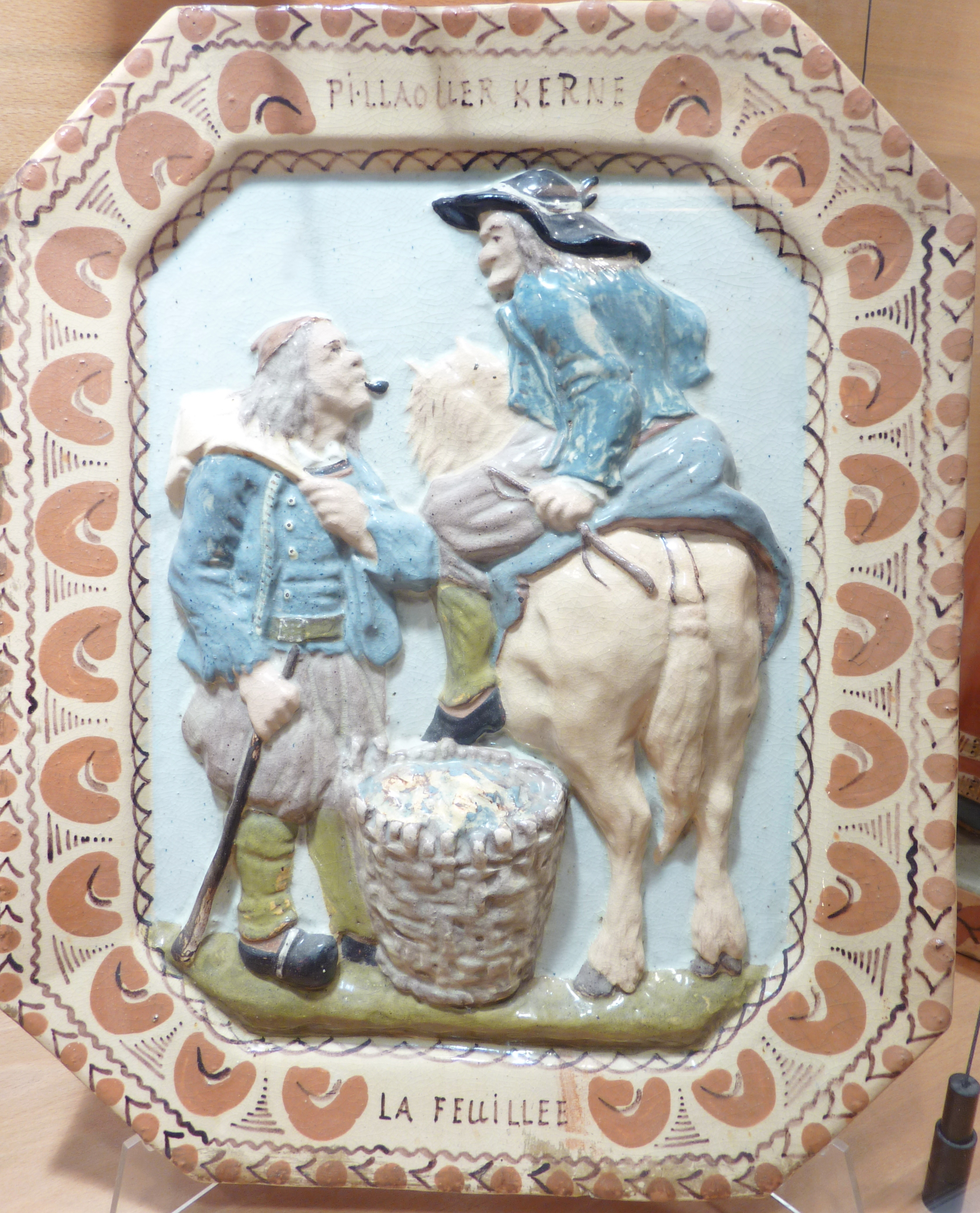
Pilhaouer de La Feuillée vers 1920 (Musée de la Faïence de Quimper).

La quévaise était « l'usement universel tant dans la dite paroisse de la Feuillée qu'és autres paroisses et membres de ladite commanderie » et une visite de 1617 révèle que la population de La Feuillée est alors répartie en quatorze villages (les mêmes qu'actuellement) et 94 tenures (ou convenants) dont seize au bourg, treize à Kerelcan, treize à Ruguellou, neuf à Le lettier [Litiez], etc. ; les quevaisiers devaient laisser au commandeur « la dixme à la sixiesme et septiesme gerbe de tous leurs bleds et grains » ainsi que « un quartier d'avoine grosse faisant deux boisseaux mesure de Morlaix, une poule et trois corvées ». Entre autres obligations, « le tenancier est obligé d'ensemencer et labourer chacune année le tiers des terres chaudes de sa tenue, afin que le seigneur ne demeure pas privé de ses droits de dixme et de champart ».

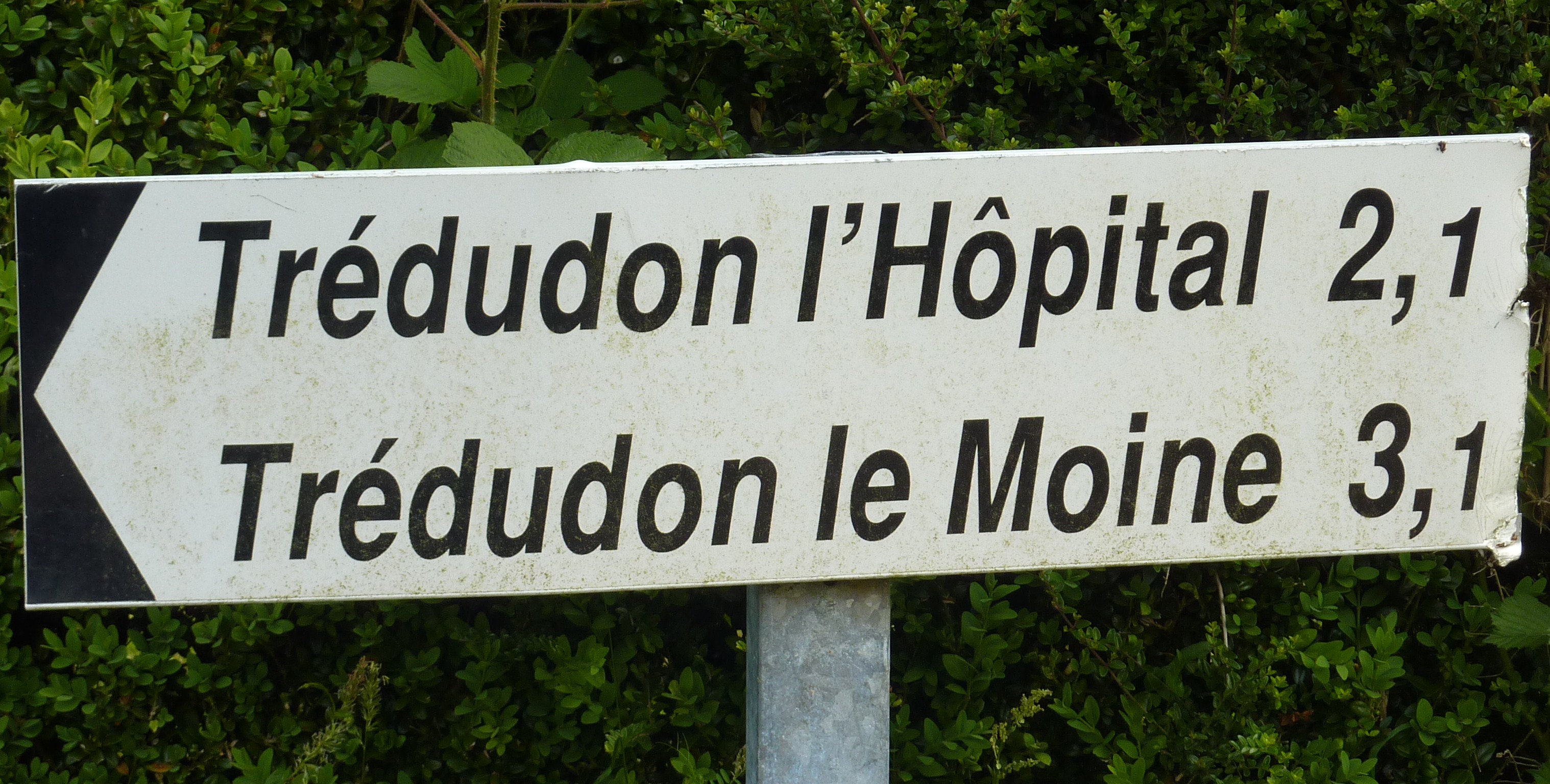
Trédudon-l'Hôpital, hameau de La Feuillée, dépendait des Hospitaliers et Trédudon-le-Moine, hameau de Berrien, de l'abbaye du Relec.

En 1775-1776, les paroissiens de La Feuillée se révoltèrent contre la levée abusive de la dîme. « A La Feuillée, les tenanciers la devaient à la dixième, voire à la huitième gerbe ». Cette fronde engendra une procédure criminelle à la sénéchaussée de Châteauneuf-du-Faou, qui dura trois ans, au cours de laquelle plusieurs feuillantins furent poursuivis, dont trois emprisonnés les fers aux pieds (Yves Baller, Laurent Linguinou, Joachim Mével), cinq autres étant finalement « ajournés », avant d'être finalement relâchés lors du procès d'appel à Rennes.

Les pilhaouers (chiffonniers, marchands ambulants) furent nombreux les siècles passés à La Feuillée, ainsi qu'à Botmeur, Berrien, Brennilis et Loqueffret. Le livre de Jacques Cambry en atteste : 

« L'homme le plus pauvre des montagnes d'Arès possède un cheval qui le nourrit ; il porte dans le pays de Léon à Brest des lattes, des sabots, du charbon, du sel, des châtaignes et des pommes, qu'il se procure à Carhaix, à Langouet, à Châteauneuf, à Roternen [Rostrenen] dans les côtes du nord. Ces hommes actifs achètent des grains à Châteauneuf, à Carhaix, à Braspars, qu'ils vendent à Morlaix, à Landivisiau : ils rapportent de ces communes des fromens, qu'ils ne cultivent point, et versent sur Gourin, sur Scaer, ce qu'ils ne peuvent consommer dans leurs villages. Dès la pointe du jour, on les voit à cheval courir aux lieux de leurs spéculations ; ils ne rentrent souvent chez eux qu'après trois, six ou quinze jours de corvées et de trafic. »

### Un bourg longtemps actif mais à l'époque à médiocre réputation

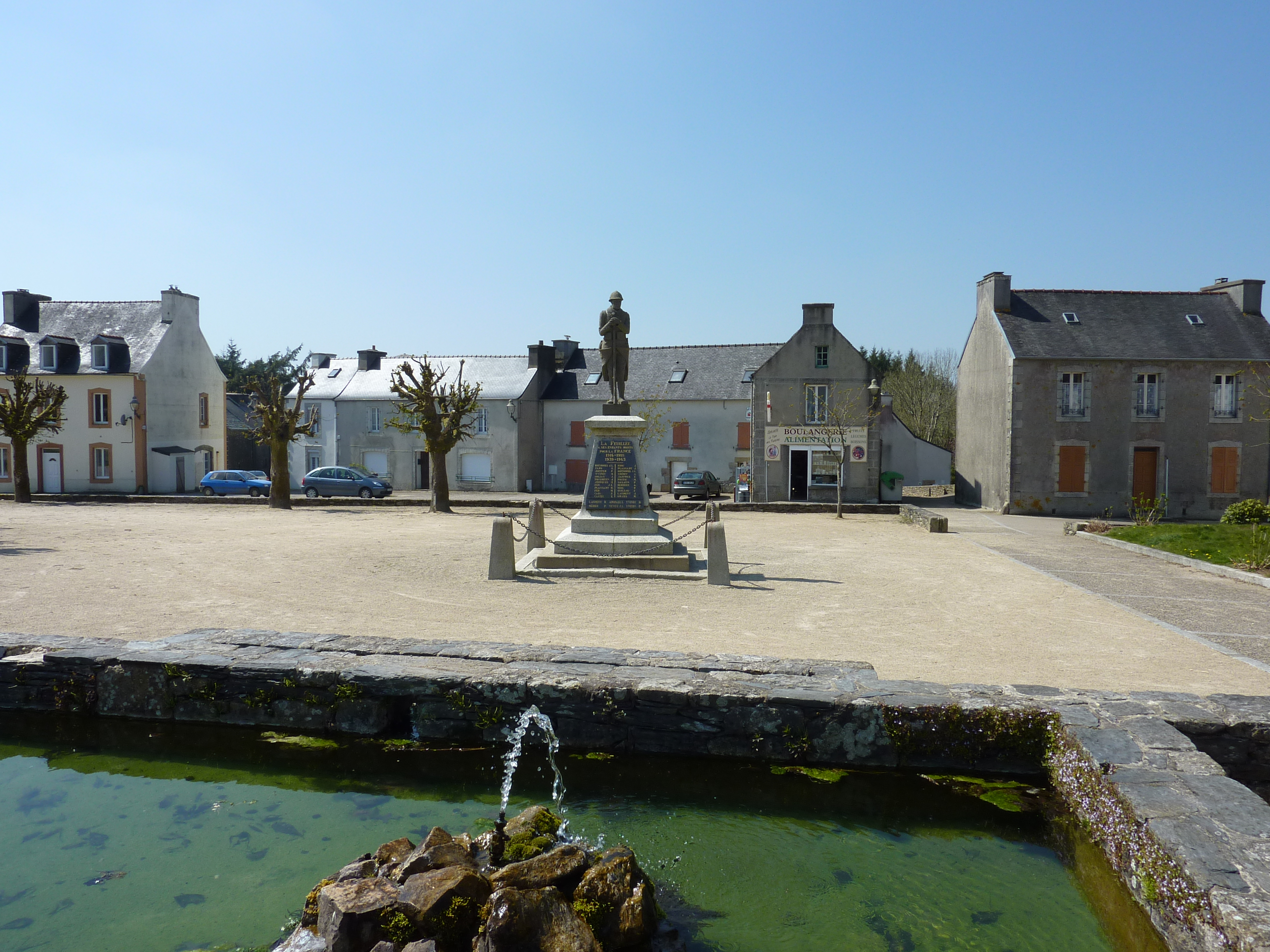
La place des Marronniers, vue de l'est.

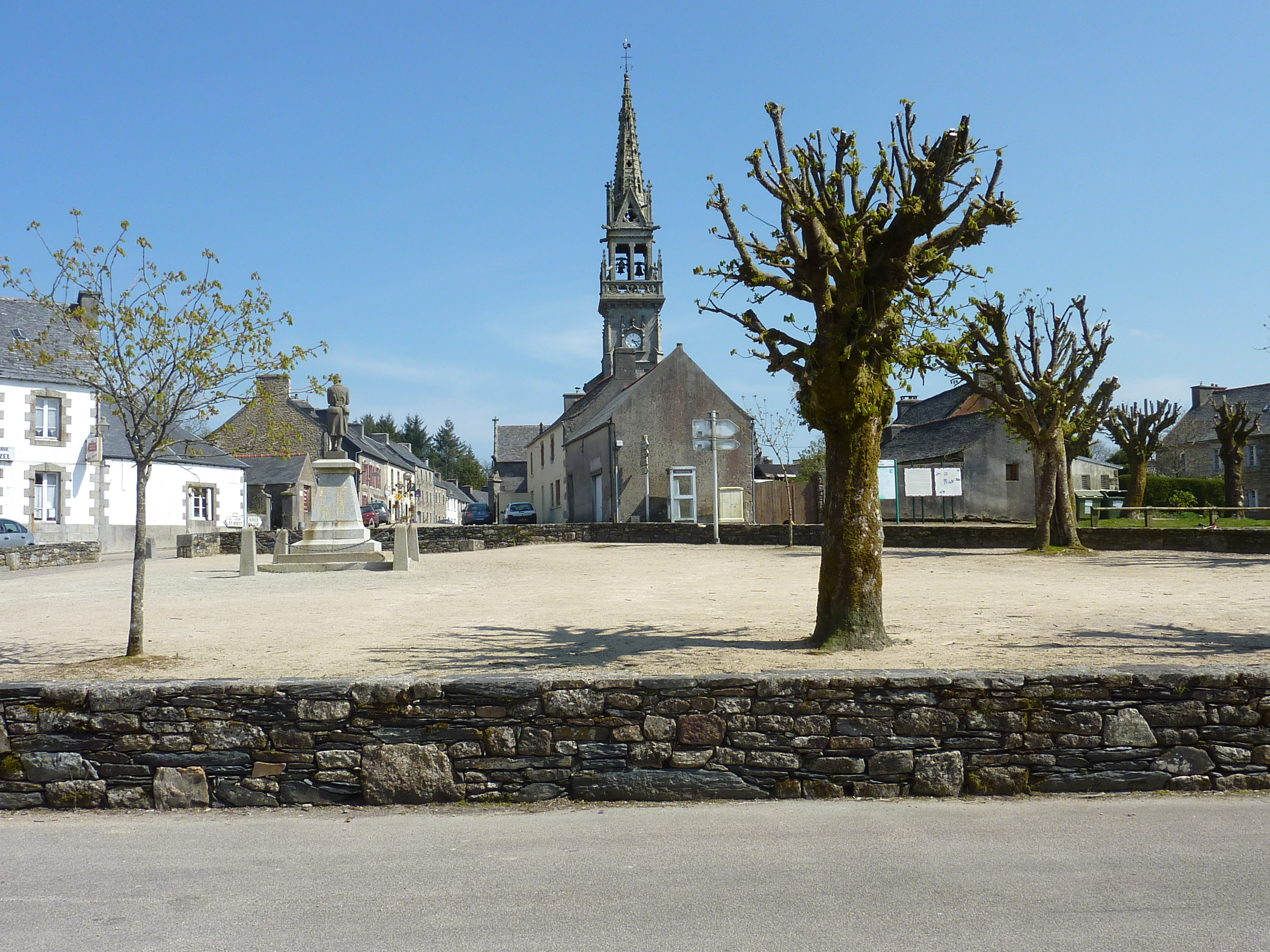
La place des Marronniers, vue de l'ouest.

L'emplacement de La Feuillée sur le chemin reliant Carhaix à Landerneau et Brest, en reprenant approximativement l'itinéraire de l'ancienne voie romaine (une nouvelle route royale est construite aux alentours de 1764 mais elle doit être entretenue par les habitants de La Feuillée et des paroisses voisines, ajoutant ainsi à leurs corvées) explique le rôle notable de La Feuillée comme étape puisque lieu de passage obligé même si ce rôle restait médiocre comme en témoigne Jacques Cambry en 1794 : 

« Quatre rouliers occupoient les lits de la seule chambre de l'auberge de la Feuillée. Je fus forcé d'y passer la nuit sur un de ces châlis qu'on abandonne volontiers aux mendians redoutant l'affreuse maladie de ces contrées, n'ayant pour porte qu'une échelle, couverte d'un gros drap, enfumé par des tourbes que j'avois eu le malheur de faire allumer, et que je fus forcé de faire éteindre, malgré le froid très-rigoureux que j'éprouvois. Je m'endormis pourtant. »

Jean-François Brousmiche est encore plus critique vers 1830 :

« Sans crainte d'émettre une opinion qui sera contrariée, on peut classer le bourg de La Feuillée au nombre des plus laids de ceux du département : tout y respire la misère et la malpropreté. C'est pourtant un lieu de passage très fréquenté ; c'est le seul endroit de repos entre Landerneau et Carhaix. La place qui forme le bourg est en partie environnée d'habitations dont une grande partie paraît tomber en ruines ; l'église n'est elle-même qu'un simple hangar couvert sur la place du bourg ; on n'aperçoit que des enfants en haillons, quelques voituriers ivres, et des charbonniers qui transportent à Brest le combustible, produit des taillis nombreux que recèle le canton de Huëlgoat. (...) À La Feuillée, tout semble sauvage ; c'est à peine si on peut y trouver à manger et la réputation de cet endroit est telle, sous le rapport de la malpropreté, de la gale, elle est si bien établie, que l'on hésite à s'y arrêter. On préfère souvent franchir ce bourg au risque de ne pas rencontrer une auberge avant que de gagner le Huëlgoat ou Commana. »

Au milieu du XIXe siècle, ce n'est guère mieux. Les commerces y étaient certes nombreux. John Kemp, en pension dans l'auberge de « Monsieur Floch » à La Feuillée écrit, décrivant le bourg : « C'était un groupe de masures dont huit portaient un bouquet de gui indiquant au voyageur assoiffé qu'on y vendait du cidre et des alcools ». La tourbe qui brûlait, exhalant son odeur, la langue de ses habitants, vêtus de draps, rappelant le gaélique, les maisons basses pour résister aux tempêtes ; tout faisait penser aux Highlands". Le même John Kemp précise que Porz Klozh, l'ancienne demeure des commandeurs, sert alors de relais à la malle-poste de Carhaix. Selon John Kemp toujours, en 1859, en louant un bon attelage, il fallait encore cinq heures pour faire les 40 km séparant Carhaix de Morlaix en passant par la Feuillée, ce qui était... beaucoup plus rapide qu'avec la diligence !
Une école s'y est ouverte dès 1830. L'école a joué un grand rôle dans l'accès à l'instruction de nombreux Feuillantins : en 1860, quatre-vingts garçons et quarante filles fréquentent l'école primaire ; un groupe scolaire fut inauguré en 1884 et un cours supérieur pour garçons ouvre entre les deux guerres mondiales transformé ensuite en cours complémentaire ; un collège ouvrit en 1960. L'instituteur demeuré le plus connu fut le « père Grall » (Pierre Grall), qui exerça de 1892 à 1925 ; son nom a été donné à la salle communale. Grâce à lui et à ses collègues, de nombreux Feuillantins ont fait carrière dans la fonction publique tout au long du XXe siècle.

### La vie rurale auxXIXeetXXesiècles

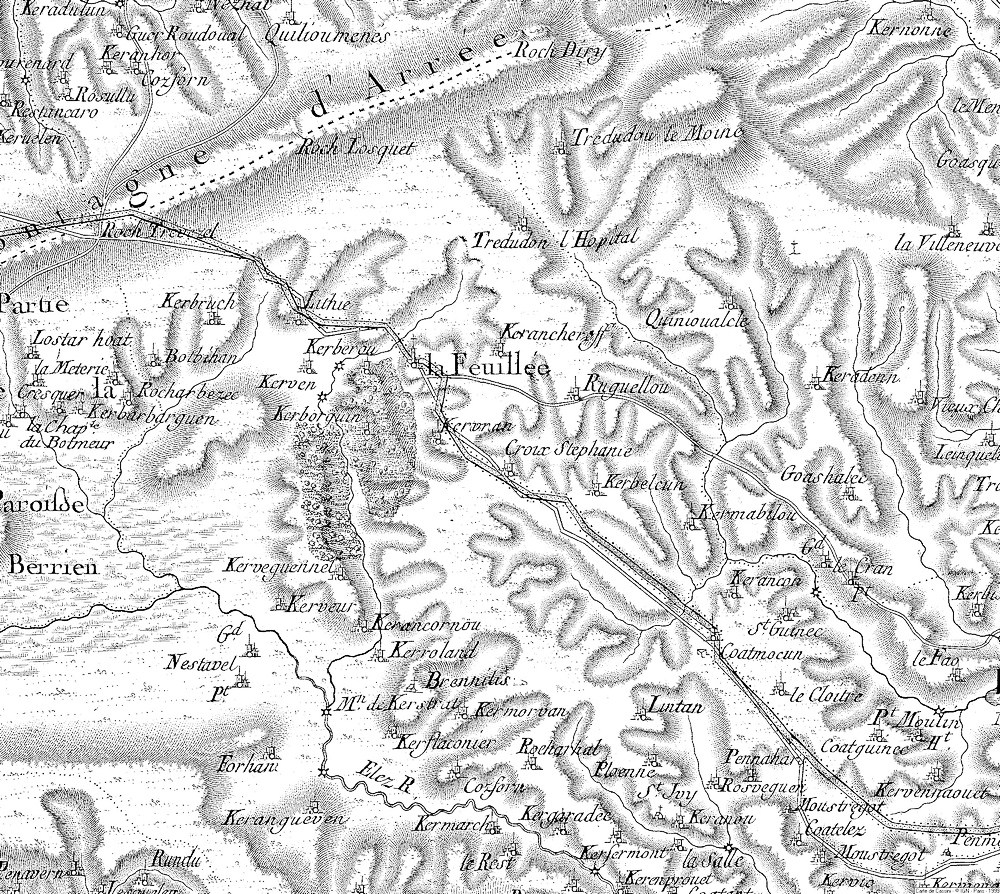
Carte de Cassini : les environs de La Feuillée.

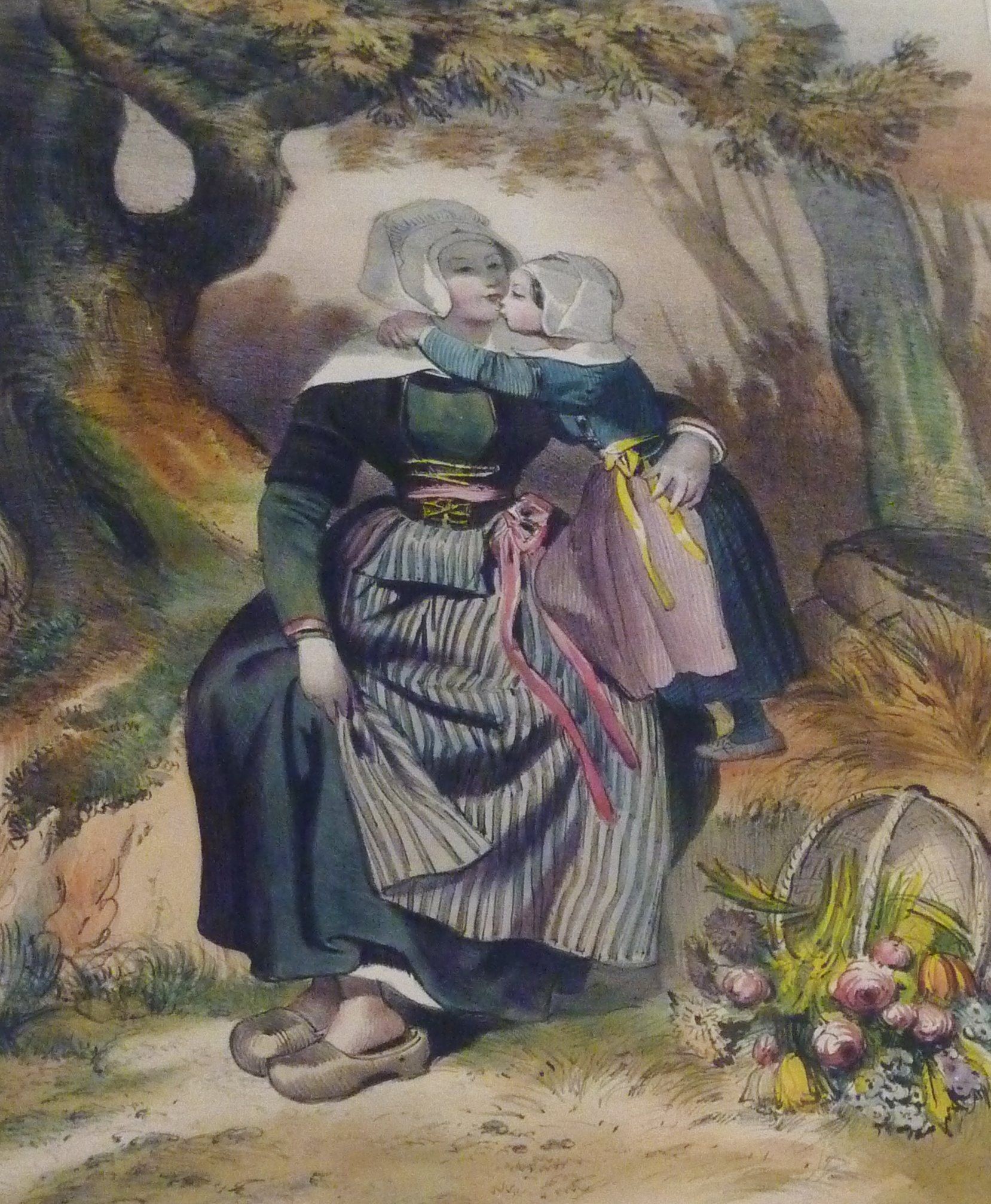
François Hippolyte Lalaisse : Femme de La Feuillée (Galerie armoricaine, 1848).

En 1834-1835, une épidémie de choléra sévit à La Feuillée, faisant 50 morts. De manière inexpliquée, les communes limitrophes n'ont pas été touchées par l'épidémie même si d'autres l'ont été ailleurs dans le département.
La pauvreté reste grande. André Mori écrit en 1885 : « Toujours la désolation et la misère des hommes. Je traverse La Feuillée (...). Quelle pauvreté (...) ». Toutefois la situation s'améliore comme le remarque Victor-Eugène Ardouin-Dumazet dans un texte de 1893 :

« Le paysage n'a pas changé depuis Cambry, c'est toujours l'immense étendue des marais, entouré de hautes collines nues, hérissées de roches d'ardoises. Mais le village est précédé de belles écoles, semblables à un collège, trop vastes même, dit-on ; les maisons se transforment, on devine un bien-être réel. Les landes disparaissent peu à peu, partout on voit des défrichements nouveaux.(...) Maintenant tout le monde est soldat, les riches qui ont de la terre comme les pauvres sans ressources. Ils voient ce qu'on fait ailleurs et, en revenant au pays, mettent leurs landes en culture. Ensuite les landes, jadis indivises, ont été partagées ; le pays était couvert de moutons, il n'y en a presque plus, on préfère cultiver des choux (...) et du blé ou créer des prairies. Il y a trente ans que la commune a adjugé ses communaux, aujourd'hui on ne reconnaît plus la contrée. (...) Partout on voit des cultures et des prairies. De La Feuillée à Botmeur, le pays peut passer pour riche. Seul le marais reste stérile et ne produit que la tourbe, assez abondante pour donner lieu à une exploitation industrielle. »

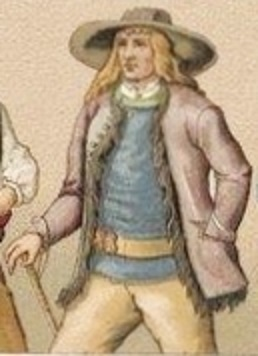
Montagnard de La Feuillée (dessin d'Albert Racinet publié en 1888).

Une monographie de La Feuillée en 1904 apporte des précisions : au XIXe siècle, chacun des quatorze villages de La Feuillée possède son lot de lande où les villageois ont le droit exclusif de conduire leurs troupeaux. Le partage de ces terres indivises, « vaines et vagues », a lieu vers 1860 (le partage principal date du 29 août 1860 et concerne 1 295 hectares divisés en 407 lots d'une superficie moyenne de trois hectares) et celui des « placitres et issues » le 12 janvier 1862). Ce partage favorisa le défrichement des terres incultes rendu indispensable par la pression démographique. En 1835, les landes s'étendent sur 1741 hectares, en 1904, sur 1 200 hectares. L'utilisation des engrais marins (maërl) puis des amendements calcaires, qui remplacent progressivement dans le cours du XIXe siècle la pratique de l'écobuage permet l'amélioration des rendements. Vers 1920 encore, selon un témoignage oral recueilli, des dizaines de charrettes prenaient chaque printemps le chemin du littoral nord du Finistère distant d'une trentaine de kilomètres au moins pour en rapporter du « trez » (maërl en breton). Le millier de moutons du début du XIXe siècle est réduit à ne cinquantaine d'animaux au début du XXe siècle, remplacé par l'élevage de chevaux et de bœufs ; en 1904, les terres qui portent du froment sont cinq fois plus nombreuses que celles qui portent du blé noir. Le dernier domaine congéable disparaît dans la commune en 1894, le dernier paysan qui ait porté les culottes et les guêtres bretonnes est mort en 1896 et la dernière maison à toit de chaume est démolie en 1902.
Les exploitations agricoles ont longtemps été minuscules : en 1902, on recense 390 fermes, dont 275 exploitations directes et quinze fermes en exploitation indirecte. Leur nombre a donc été multiplié par quatre (voir plus haut les chiffres de 1617) en trois siècles, l'exploitation du sol se morcelant de plus en plus en fonction de l'augmentation de la population. Cela rend nécessaire l'émigration d'une partie de la jeunesse : le déclin des pilhaouers (un seul exerce encore ce métier en 1904 à La Feuillée) rend nécessaire d'autres formes d'émigration : au début du XXe siècle, chaque année, « une trentaine de jeunes gens de La Feuillée s'incorporent aux compagnies de Roscovites qui vont faire en Angleterre la vente des oignons », étant donc des « johnnies » ; Jean Mouster, un « johnny » originaire de La Feuillée, fut d'ailleurs l'un des six seuls survivants lors du naufrage du paquebot SS Hilda le 18 novembre 1905 à Saint-Malo. L'émigration vers Paris et les autres grandes villes prend aussi de l'ampleur.
En mai 1909, une épidémie de méningite cérébro-spinale affecte La Feuillée, particulièrement le village de Kéranheroff.
La tourbe du marais du Yeun Elez était aussi exploitée par les Feuillantins.

### Les polémiques et difficultés desXIXeetXXesiècles

#### «Blancs» contre «Rouges»
Pendant la Terreur, un « recteur » (terme en Bretagne désignant un curé) de La Feuillée, l'abbé Le Bis, se réfugia pour échapper à la répression de la Terreur pendant près de deux ans près de Lesven en Beuzec-Cap-Sizun, dans le sud du Finistère, dans une caverne connue sous le nom de « Kougon ar C'houlmic » (« grotte de la colombe »), désormais appelée aussi « Toull an Aotrou Bis » (« le trou de Monsieur Bis »). À La Feuillée, « les hommes négligent le devoir de la religion », écrit le recteur de Châteaulin en 1852.
Comme les autres communes des monts d'Arrée, La Feuillée a connu fin XIXe siècle et début XXe siècle son lot de polémiques entre « blancs » et « rouges », cléricaux et anticléricaux. En 1892, le maire de La Feuillée écrit, se plaignant de son recteur : « Le jour de Noël, M. Roué, recteur, a quitté l'église sans finir sa messe, prétextant qu'il y avait trop de bruit et pourtant tout le monde était tranquille ». Le 9 janvier 1903, Boué, curé de La Feuillée, fait partie des 31 prêtres du diocèse de Quimper dont les traitements sont retenus par décision du gouvernement Combes « tant qu'ils ne feront pas emploi de la langue française dans leurs instructions et l'enseignement du catéchisme » car ils utilisaient le breton. L'anticléricalisme est surtout une affaire d'hommes : le recteur nouvellement installé visite une à une les maisons de sa paroisse et écrit en 1932 : « partout, une femme nous attendait. Souvent, les hommes s'esquivaient à notre approche ».
La Feuillée, comme les autres communes de la « montagne » est alors un fief de la gauche : aux élections législatives de 1902, 94,5 % des électeurs de la commune votent en faveur de la gauche radicale et radicale-socialiste, record du Finistère et probablement de Bretagne. En 1907, en pleine fronde anticléricale, la commune interdit les quêtes traditionnelles, le maire interdit la procession du Pardon de saint Jean-Baptiste qui a lieu traditionnellement dans la rue, pour trouble à l'ordre public. Le curé refuse alors de célébrer le Pardon dans son église. Les laïcs organisent alors en représailles le « pardon du Renard », emmenant la bête sur le parcours habituel et jusqu'en haut du clocher de l'église. Le curé et son vicaire quittent la paroisse et l'évêque de Quimper met la paroisse en interdit. Le Pardon traditionnel reprit à la demande des habitants l'année suivante.
En 1931, le « Breton socialiste », dans un article intitulé Le lutteur en soutanes, se moque en ces termes du recteur de La Feuillée : « la solitude d'un presbytère, l'ennui d'une vie désœuvrée, la morne lecture d'un bréviaire emplirent d'une sainte neurasthénie le cœur et l'esprit de notre curé.(...) Remède : nous ne voyons qu'un seul remède à ce mal créé par la paresse : le travail ».
Des polémiques éclatent aussi entre catholiques et protestants : dans le cadre d'un prosélytisme protestant venu du pays de Galles qui concerne toute la Bretagne celtisante à cette époque, un pasteur s'est en effet, aux débuts du XXe siècle, installé à Kerelcun où il a construit un temple. L'hebdomadaire Le Courrier du Finistère, qui appartient à l'évêché de Quimper et du Léon, ne cesse de le dénigrer, le qualifiant d'« évangéliste encombrant », de « marchand de bibles », et affirmant que « qui dit protestant, dit Anglais et qui dit catholique, dit Français ».

#### Le progrès arrive
En février 1870, une épidémie de variole semble avoir sévi à Botmeur et La Feuillée si l'on en juge par les réclamations faites par le médecin venu à huit reprises dans ces deux communes pour soigner les « varioleux » en leur injectant de la vaccine.
Le 14 juillet 1910 est inaugurée la ligne téléphonique qui relie La Feuillée au Huelgoat : « La république a voulu fêter à la fois la République et le Progrès » déclare le maire de la commune en cette occasion.
La Feuillée fut aussi une gare sur l'axe ferroviaire à voie étroite des Chemins de fer armoricains reliant Plouescat à Rosporden, qui franchissait les monts d'Arrée au Roc'h Trevezel, pendant les deux décennies d'existence de la ligne entre 1912 et 1932. La commune était desservie par plusieurs lignes d'autocars. Dotée d'une gendarmerie dès 1791, connue par les deux foires de six jours (foire de l'Invention de la Sainte-Croix centrée sur le 3 mai et foire de l'Exaltation de la Sainte-Croix centrée aux alentours du 14 septembre) qui s'y déroulaient chaque année ainsi qu'une foire à bestiaux chaque premier mardi du mois, La Feuillée était dotée de nombreux commerces.
La route royale est devenue route nationale no 164 qui reliait Ancenis à Landerneau, puis Brest, et son tracé traditionnel passait par Huelgoat, La Feuillée, Commana, Sizun et Landerneau. C'est en 1973 que cet axe, très sinueux, fut déclassé au profit de l'axe allant de Carhaix à Châteaulin, désormais voie expresse. C'est désormais l'axe routier Lorient-Roscoff qui passe par La Feuillée. C'est une route à deux voies seulement, mais à profil modernisé, qui ne passe plus par le centre du bourg. Les virages ont certes disparu et le bourg de La Feuillée a trouvé une grande quiétude, n'étant plus troublé par la circulation de transit, mais cette tranquillité a aussi accéléré la crise du commerce local.
Dès 1878, le maintien de la caserne de gendarmerie à La Feuillée est mis en cause : « La brigade de La Feuillée, distante de 10 km seulement de celle du Huelgoat et à quatre au plus de celle de Plounéour-Ménez, n'a plus sa raison d'être depuis la suppression du bagne de Brest et la construction du chemin de fer, n'ayant plus la surveillance des condamnés et le passage des troupes n'existant plus. La place véritable de la brigade, transformée en gendarmerie à pied, serait à Scrignac ». La caserne fut finalement maintenue, celle de Plounéour-Ménez ayant été transférée à Pleyber-Christ en 1882.
Les superstitions toutefois se maintiennent longtemps : par exemple en juillet 1893, des habitants de La Feuillée adressent une pétition au sous-préfet de Châteaulin pur lui demander de les protéger des « menées occultes d'un individu qui jette un sort sur les vaches et empêche le lait de se tourner en beurre ».

#### Les deux guerres mondiales et l'Entre-deux-guerres
Selon le fichier Mémoire des hommes, 91 soldats de La Feuillée sont morts pour la France pendant la Première Guerre mondiale, soit 4,8 % de la population communale de 1911 (France : 3,0 % ; Finistère : 3,7 %). Le monument aux morts de la commune porte les noms de 145 habitants de la commune morts pour la France dont 115 pendant la Première Guerre mondiale et 30 pendant la Seconde Guerre mondiale.
Par ailleurs, c'est un Feuillantin, Yves Hervé, du village de Kerbran, qui fut l'avant-dernière personne qui fit l'objet d'une exécution capitale pour des crimes de droit commun (il fut le dernier du département à être guillotiné publiquement) dans le Finistère sur la place Mesgloaguen le 7 octobre 1921. Il avait été condamné à mort par la Cour d'assises du Finistère le 9 juillet 1921 pour avoir assassiné à coups de revolver deux paysans qui revenaient de la foire et qu'il guettait sur la route : d'abord Alain Le Du, de Leuhan, en décembre 1920, puis Louis Guingant, du Rusquec en Loqueffret en janvier 1921.
Le 17 mai 1943 vers 13 h, un combat aérien se déroule au-dessus des communes de Plonévez-du-Faou, Scrignac et Berrien. Un avion anglais tombe en flammes à l'est du bourg de Plonévez-du-Faou, et des incendies, provoqués par la chute des réservoirs ou des projectiles, se déclarent sur le territoire des communes de Plonévez-du-Faou, La Feuillée et Scrignac.
La compagnie FTPF « Bir-Hakeim », créée à la fin de l'année 1943 par Marcel Clédic, de La Feuillée, comprenait entre autres François Fichou, François Bothorel (dit « Boucher »), Jean Kerrizoré (de Brennilis) et Jean Salaün. Ils rejoignirent la compagnie FTPF « Corse » dans le maquis de Coat-Bihan en Plonévez-du-Faou.
Le 26 décembre 1943, François Thos, de La Feuillée, accusé d'être un collaborateur, est tué d'une balle de revolver par un inconnu.
Le 5 août 1944, la 6e division blindée des États-Unis arrive en plusieurs groupes sur Huelgoat où des combats ont lieu à l'est de la ville. Le groupe CCA (six bataillons) s'installe pour la nuit à la Feuillée : le groupe de commandement à Kerbran, les troupes se regroupant à Kerberou. Le groupe subit le lendemain des combats au nord-ouest de la commune, qui l'immobilisent jusqu'à 19 h.
La compagnie francs-tireurs et partisans de La Feuillée participe le 16 août 1944 aux combats d'Irvillac pour tenter d'empêcher le retour à Brest d'un convoi allemand qui est allé libérer des prisonniers allemands détenus par la Résistance dans le bourg de Brasparts. Ces combats font dix-sept morts parmi les résistants, trompés par le déguisement des troupes allemandes en convoi américain.

#### Le déclin d'après-guerre
Mais le déclin démographique de La Feuillée et des communes avoisinantes a entraîné la fermeture de nombreux services : la gare dès 1932, la gendarmerie fin 1959, le cours complémentaire ensuite. Les commerces aussi ont périclité : il ne subsiste dans le bourg qu'une boulangerie-épicerie, un café-tabac-journaux, un restaurant ouvrier et une crêperie.

## Démographie
| 1793  | 1800  | 1806  | 1821  | 1831  | 1836  | 1841  | 1846  | 1851  |
| ----- | ----- | ----- | ----- | ----- | ----- | ----- | ----- | ----- |
| 1 262 | 1 317 | 1 282 | 1 402 | 1 782 | 1 902 | 1 868 | 2 002 | 1 943 |

| 1856  | 1861  | 1866  | 1872  | 1876  | 1881  | 1886  | 1891  | 1896  |
| ----- | ----- | ----- | ----- | ----- | ----- | ----- | ----- | ----- |
| 1 885 | 2 040 | 2 063 | 1 983 | 2 100 | 2 011 | 2 065 | 1 937 | 1 843 |

| 1901  | 1906  | 1911  | 1921  | 1926  | 1931  | 1936  | 1946  | 1954 |
| ----- | ----- | ----- | ----- | ----- | ----- | ----- | ----- | ---- |
| 1 818 | 1 863 | 1 889 | 1 655 | 1 594 | 1 495 | 1 341 | 1 269 | 989  |

| 1962 | 1968 | 1975 | 1982 | 1990 | 1999 | 2006 | 2011 | 2016 |
| ---- | ---- | ---- | ---- | ---- | ---- | ---- | ---- | ---- |
| 901  | 781  | 691  | 619  | 555  | 604  | 657  | 650  | 641  |

| 2021 | 2022 | - | - | - | - | - | - | - |
| ---- | ---- | - | - | - | - | - | - | - |
| 670  | 684  | - | - | - | - | - | - | - |

Commentaire : fin XVIIIe siècle, la population de La Feuillée était de 1 400 âmes selon Jacques Cambry. Peuplée de plus de mille habitants au XIXe siècle, La Feuillée a atteint un premier pic démographique en 1846 avec 2 002 habitants, un second pic en 1876 avec 2 100 habitants (record absolu), puis un déclin démographique quasi constant pendant un siècle, passant de 2 002 habitants en 1896 à 555 habitants en 1990, soit une perte de presque les trois-quarts de sa population ! La dernière décennie du XXe siècle et la première décennie du XXIe siècle voit la population croître d'un peu plus de cent habitants en vingt ans, la commune connaît donc un certain regain démographique.
De 1998 à 2007, la Feuillée a enregistré 69 naissances et 89 décès, soit un déficit naturel de vingt personnes ; c'est grâce à un solde migratoire positif que la commune a malgré tout gagné des habitants récemment. Mais le vieillissement de la population reste élevé : en 2006, 19,6 % des Feuillantins étaient âgés de 65 ans et plus, même si 23,1 % avaient de 0 à 19 ans. La densité de population était de 24,8 habitants par km2 en 1968 et de 20,8 en 2006.

## Politique et administration

### Héraldique
| Blason de La Feuillée | Blason de La Feuillée De sinople au chef emmanché de deux pièces d'or, chargé de deux mouchetures d'hermine du champ, au chêne englanté et arraché aussi d'or brochant sur le tout. Approuvé par décision municipale du 6 février 1999. |

## Monuments et patrimoine
Le patrimoine bâti de La Feuillée est particulièrement riche. La commune est, comme toutes les communes des Monts d'Arrée, un site inscrit par arrêté du 10 janvier 1966 pour son patrimoine naturel, et fait l'objet une aire de mise en valeur de l'architecture et du patrimoine (ex ZPPAU) par arrêté du 5 mai 1989. Elle est également des communes du patrimoine rural de Bretagne. De nombreux villages de la commune présentent un intérêt patrimonial[réf. souhaitée] : Kermabilou, Kerelcun, Kerven, Trédudon, Ruguellou, Keranheroff, etc.
L'association An Folled s'occupe de la mise en valeur du patrimoine de la commune, effectue des recherches sur le passé de la commune, organise des expositions et diverses manifestations.

### Monuments préhistoriques
Le menhir de Kerelcun date du néolithique.
De nombreux tumuli sont présents sur le territoire communal. Quatre d'entre eux, constituant un groupe, situés à mi-chemin entre Ruguellou et le moulin de Kerelcun, sont inscrits au titre des monuments historiques par arrêté du 26 février 1996,.

### Monuments religieux

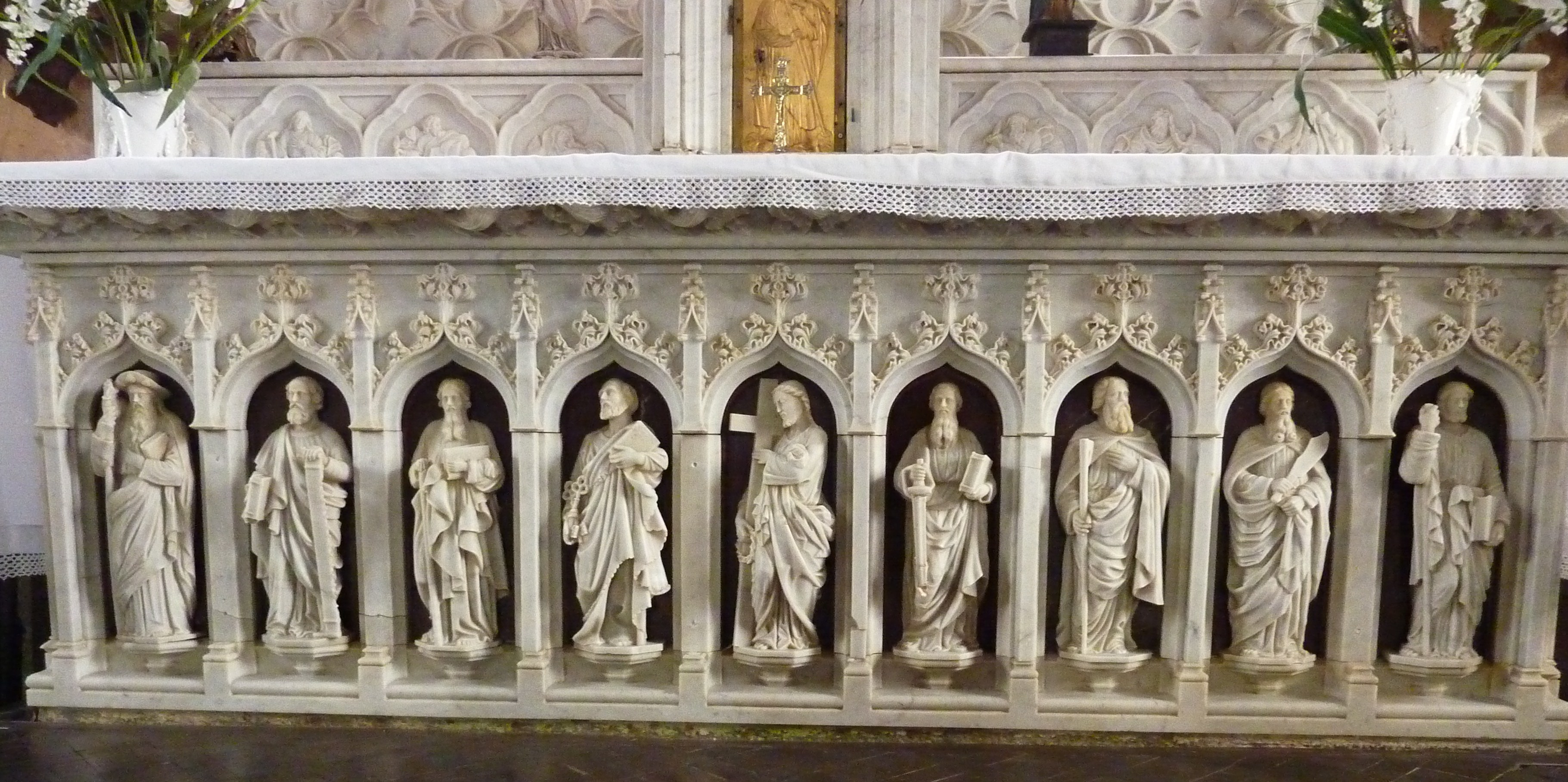
Statues de la face avant du maître-autel (Yann Larc'hantec).

Église Saint-Jean-Baptiste de La Feuillée (elle ne date que de 1858-1860, reconstruite mais en style néogothique) flamboyant par architecte Jules Boyer, mais elle conserve des éléments importants de l'église paroissiale précédente qui datait des XVe et XVIe siècles, construite elle-même à l'emplacement d'une église antérieure disparue du XIIIe siècle. Elle est dotée d'un clocher à galerie et d'une flèche octogonale. La porte du porche sud provient de l'ancienne église ainsi qu'une des fenêtres. De nombreuses gargouilles ornent l'édifice. Elle contient d'anciennes statues dont celle de saint Houardon et celle d'Itron Varia Menez Are, une Piètà remarquable ainsi qu'un beau maître-autel. Elle conserve également douze fresques et peintures murales qui ont fait l'objet d'un inventaire et d'une étude en 2000. Faisant partie de la paroisse de l'Arrée, elle accueille quelques rares messes et un concert annuel de musique classique.

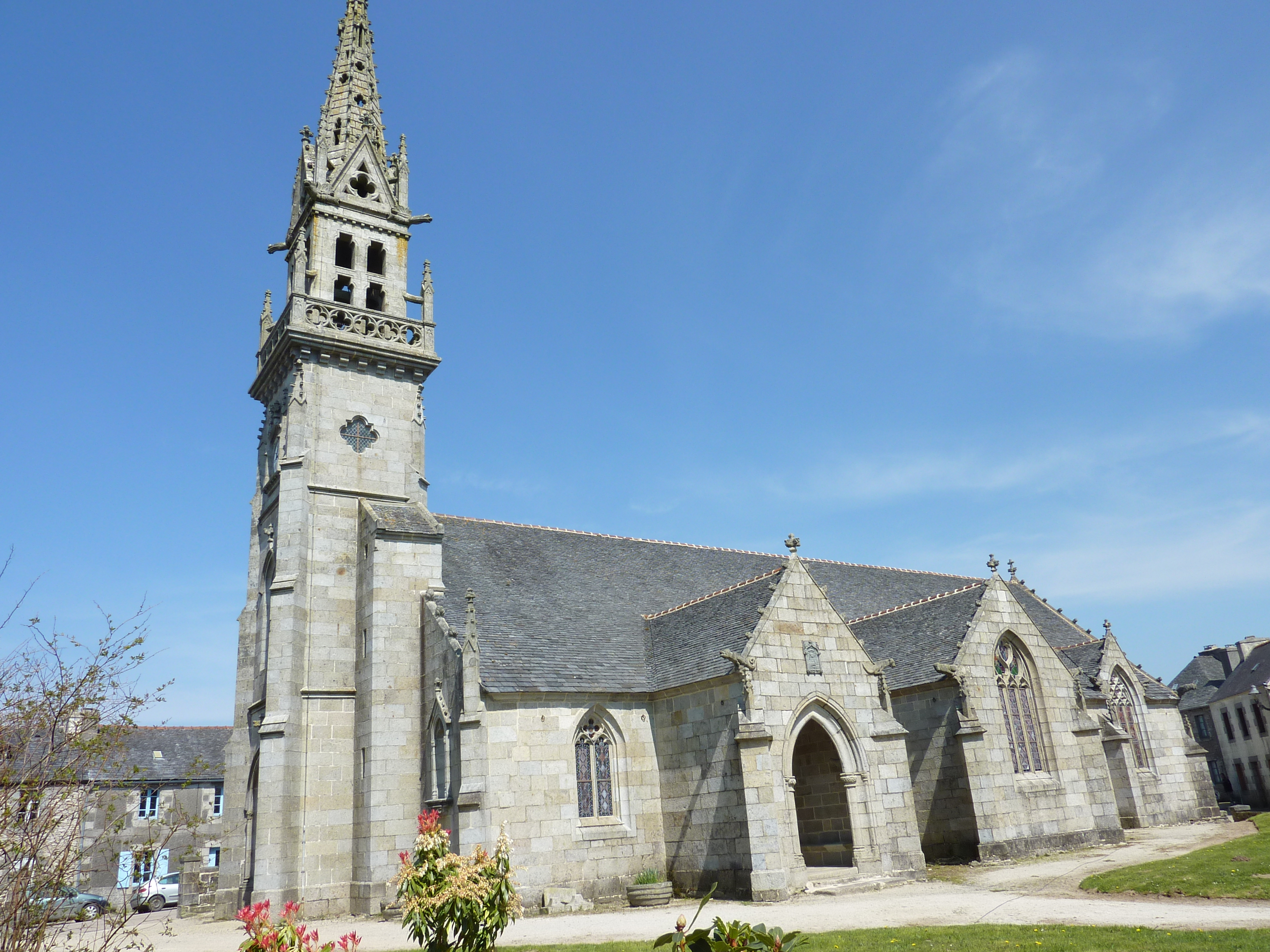
L'église Saint-Jean-Baptiste vue du sud, avec son porche datant de l'église précédente.
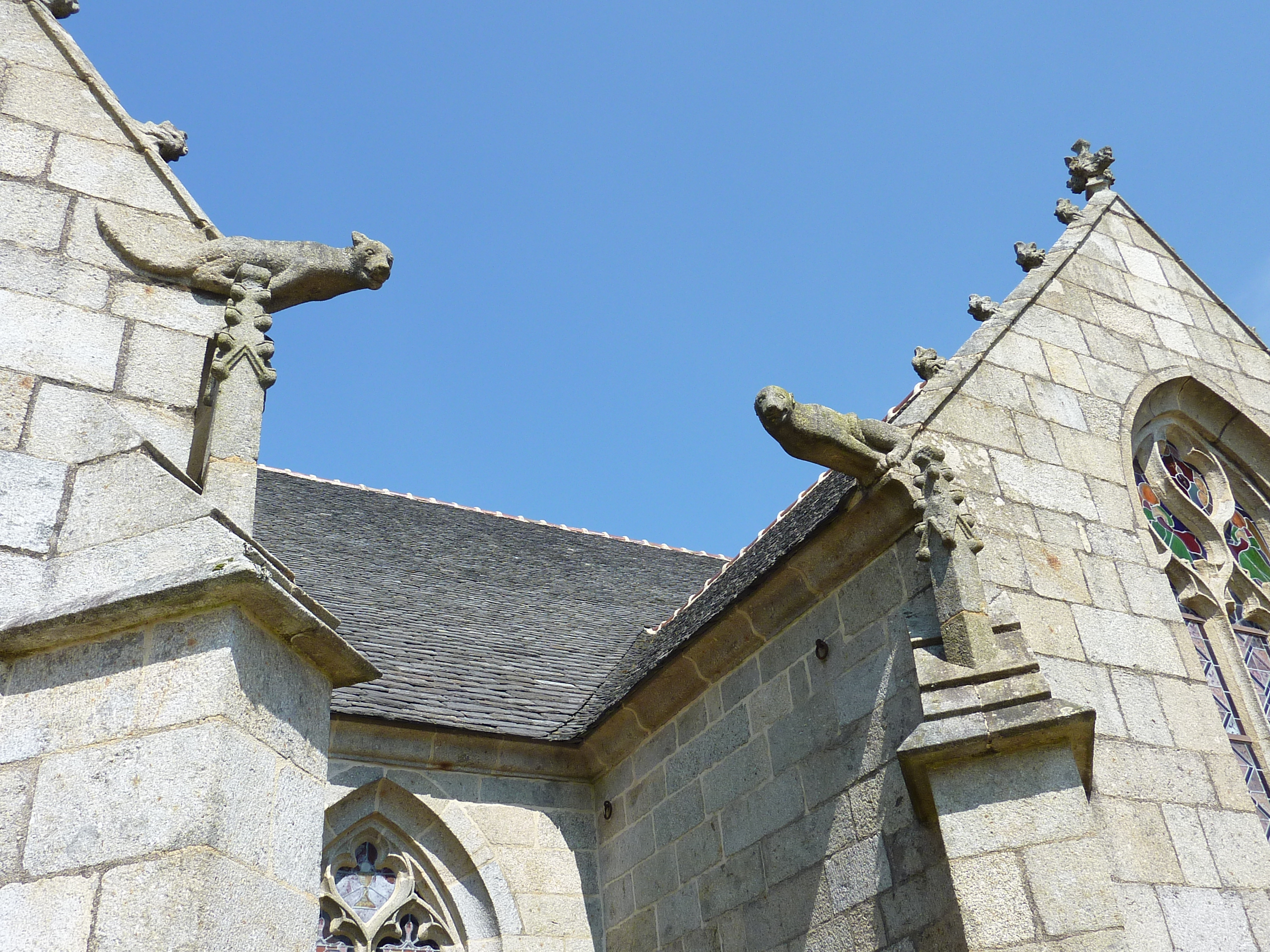
Gargouilles du côté sud de l'église Saint-Jean-Baptiste.
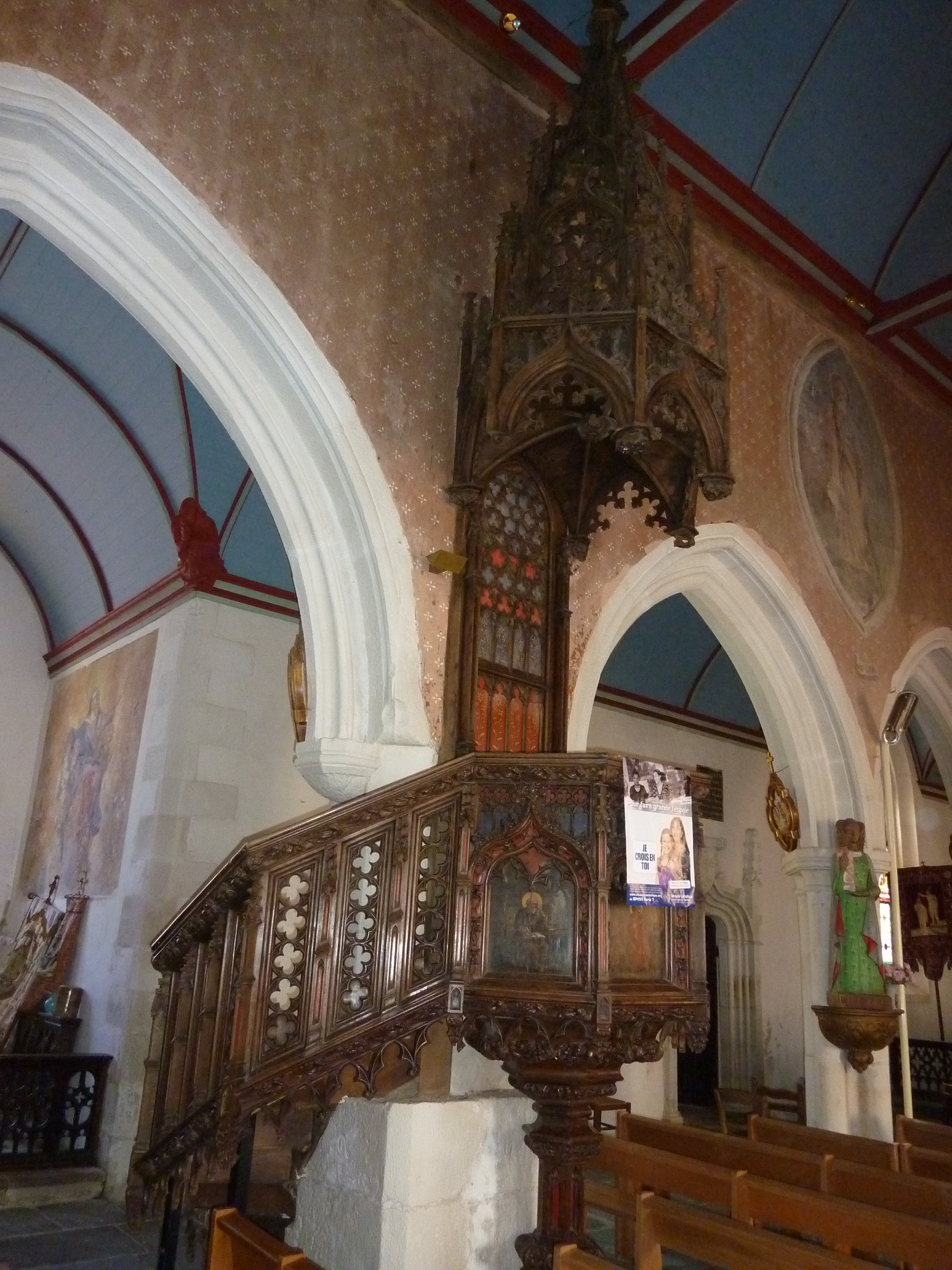
La chaire à prêcher de l'église Saint-Jean-Baptiste (provient de l'église précédente).
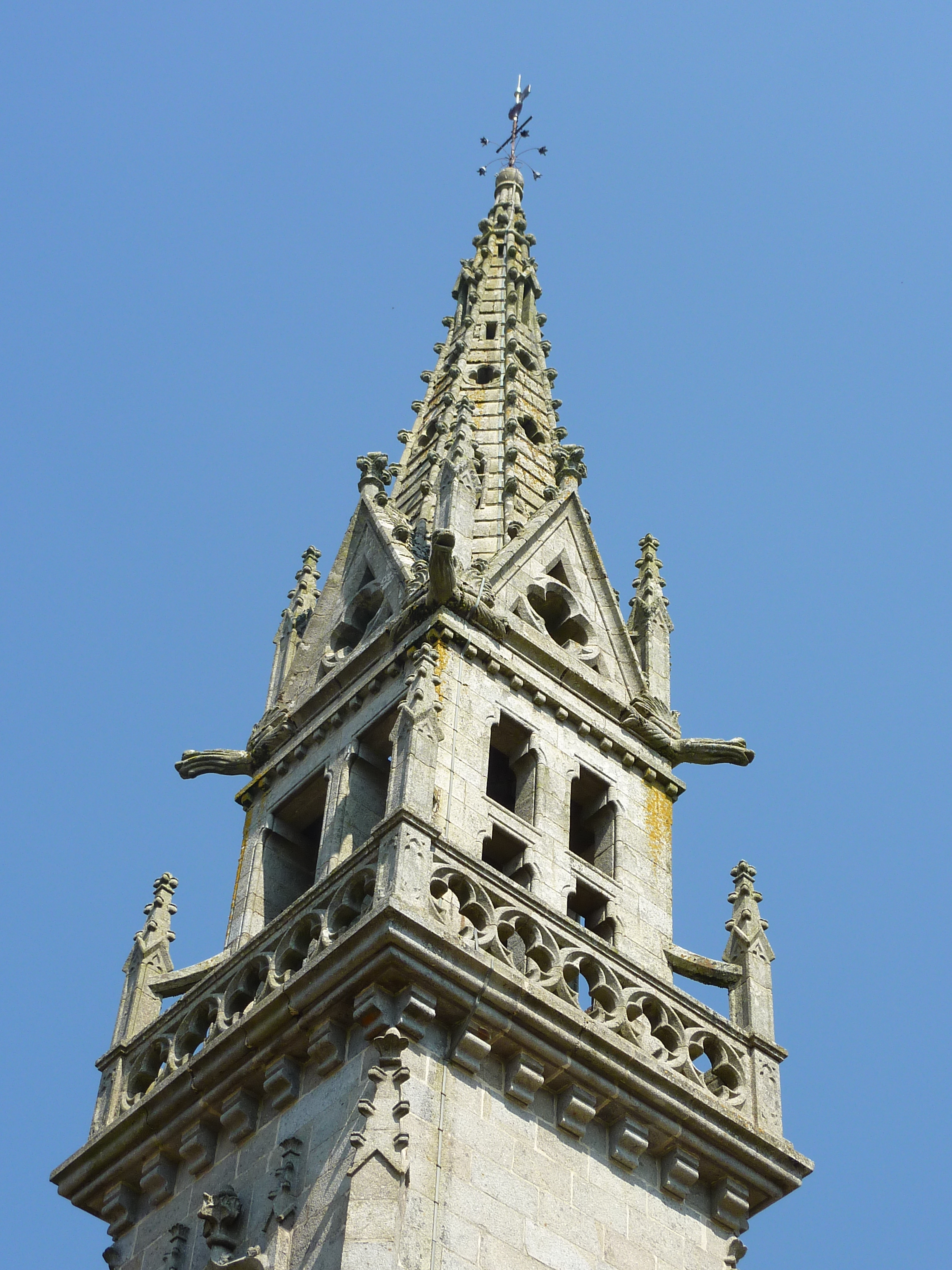
Clocher à galerie et flèche octogonale de l'église Saint-Jean-Baptiste.
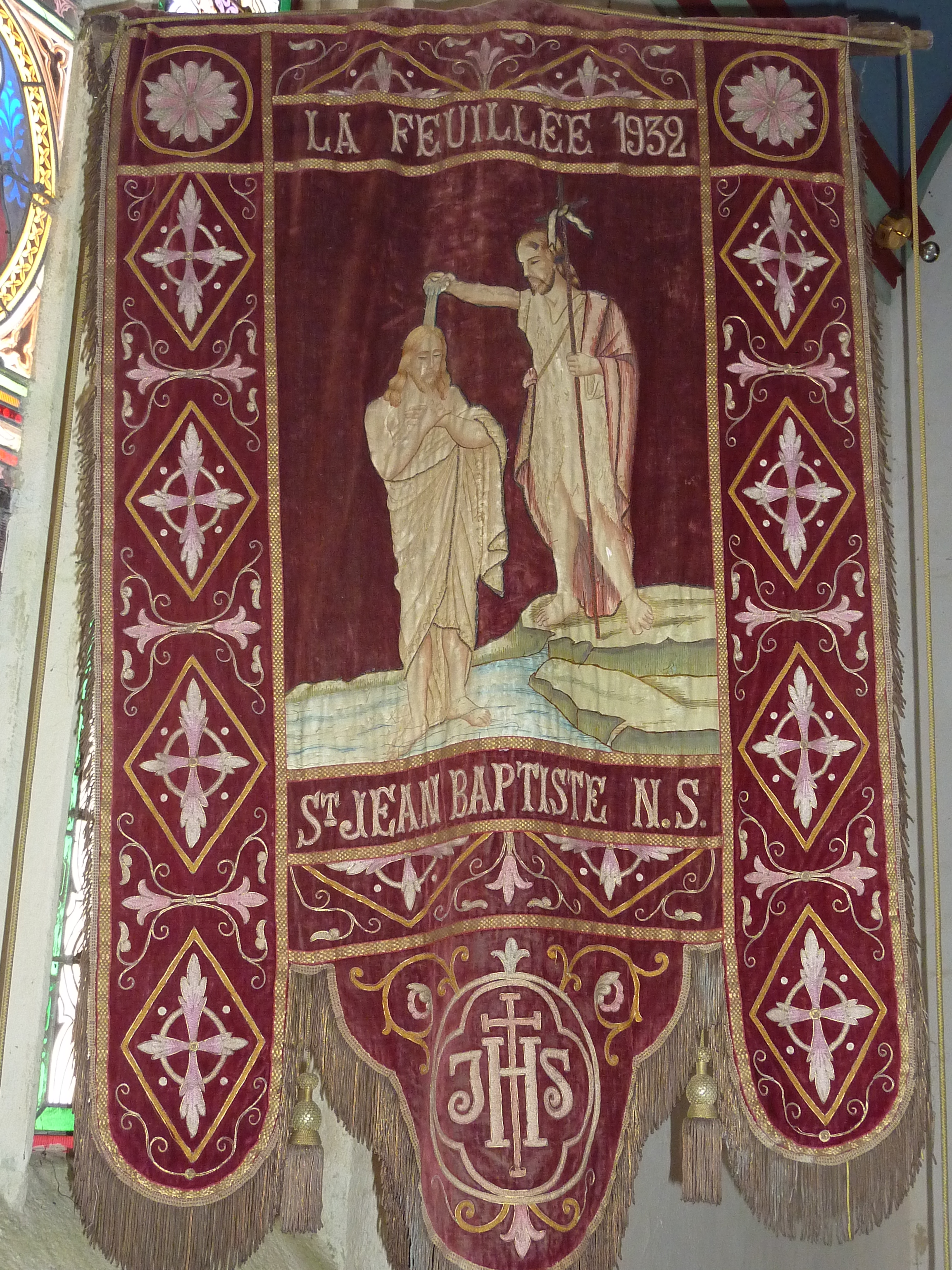
Bannière de pardon datant de 1932.
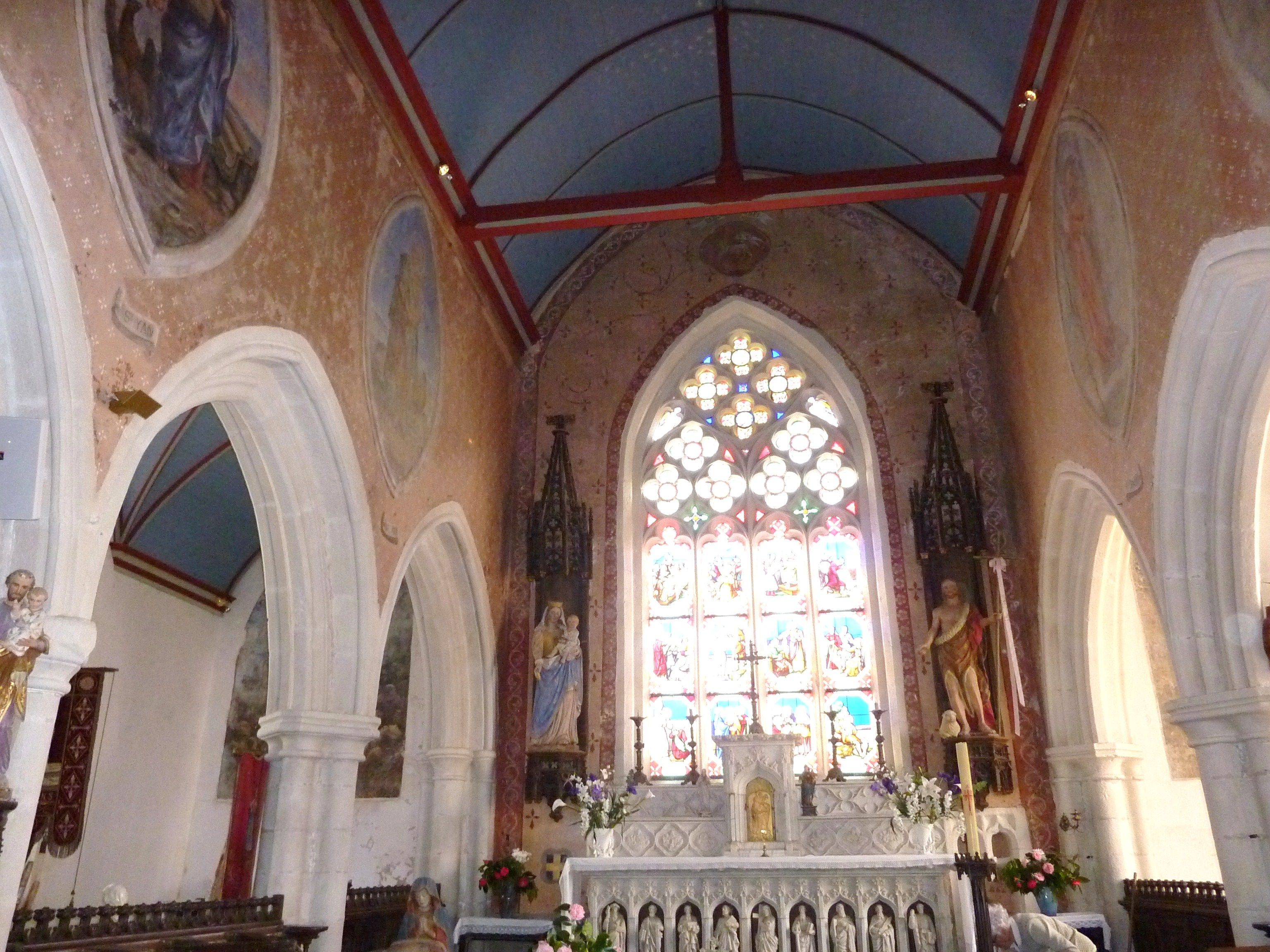
Vue intérieure de l'église Saint-Jean-Baptiste.
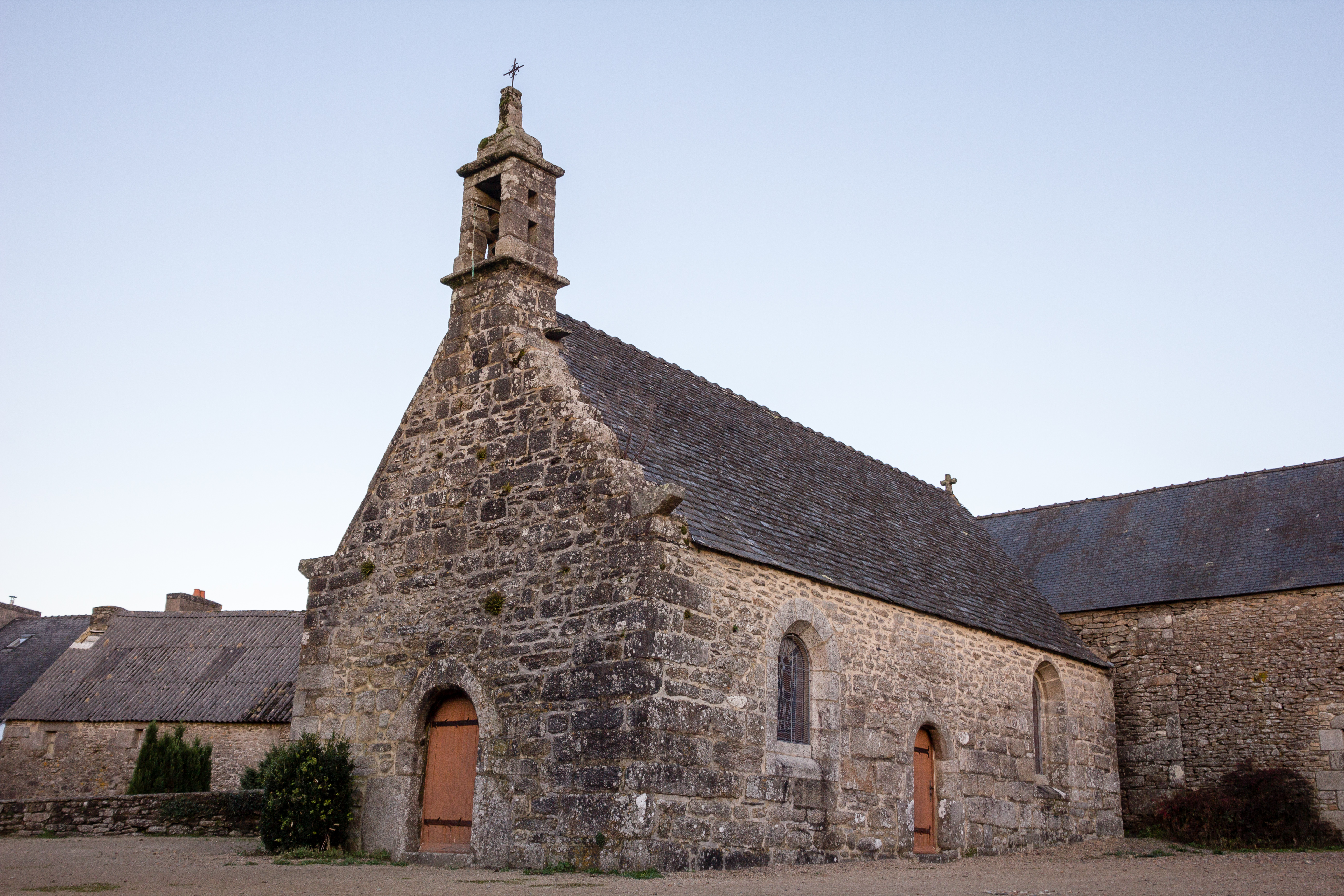
Chapelle Saint-Houardon.
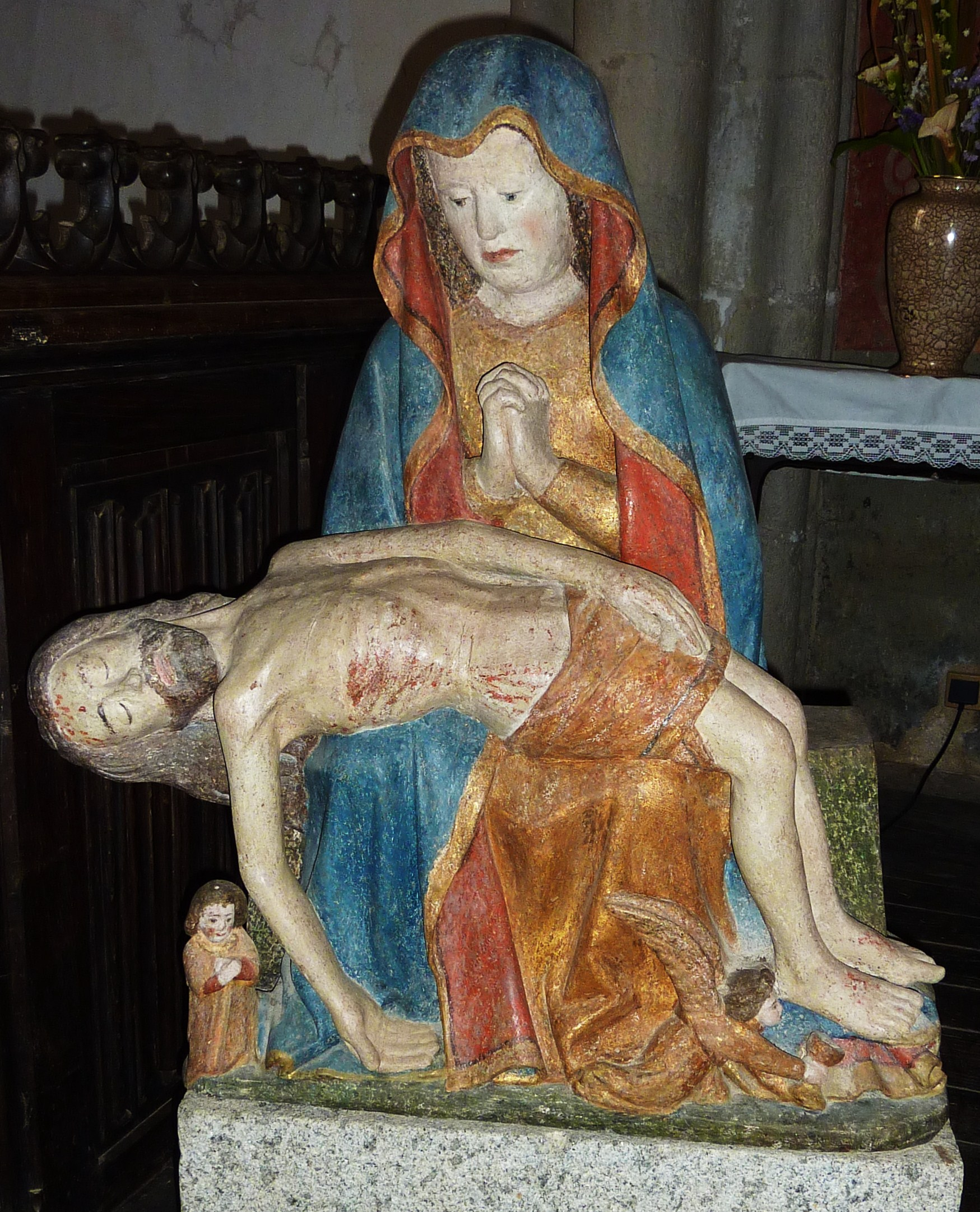
Pietà dans l'église Saint-Houardon.

La chapelle Saint-Houardon date du XVIe siècle. C'était il y a quelques siècles l'ancienne église paroissiale. Elle est dédiée à saint Houardon qui fut évêque du Léon de 635 à 650.
Douze croix (dont la croix du cimetière, en kersantite (granite de Kersanton), qui provient de l'ancien cimetière et reérigée dans le nouveau en 1929) et plusieurs moulins, dont deux sont conservés à Kerelcun et Kerven.

### Patrimoine civil

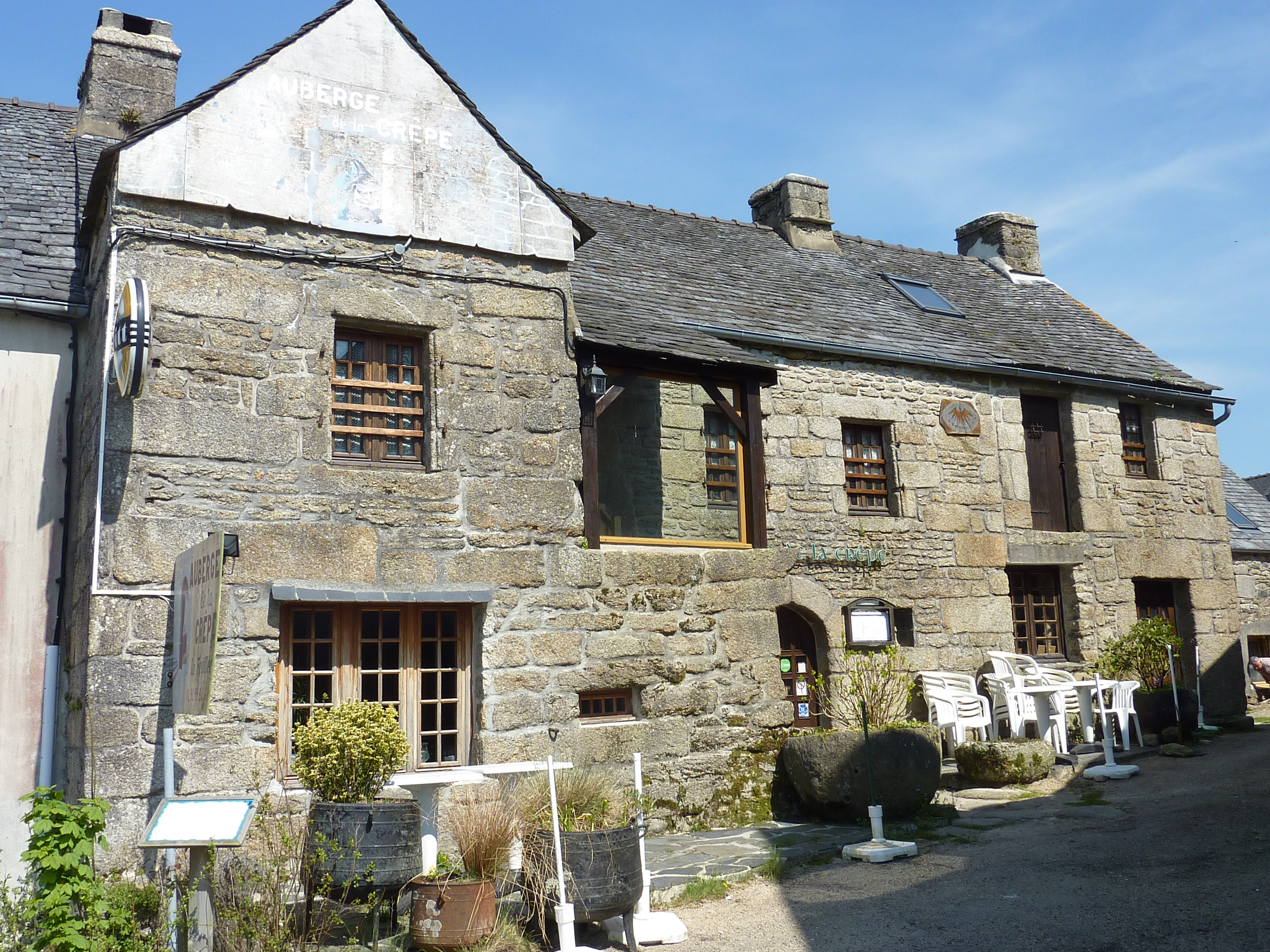
Auberge de la Crêpe : maison du XVIIe siècle avec apotheiz et escalier extérieur.

On trouve des fontaines au bourg, la fontaine Saint-Jean ; et la fontaine de Notre-Dame-de-la-Clarté, entre Ruguellou et Keranheroff.
Diverses maisons portent les traces de la présence des Hospitaliers de l'ordre de Saint-Jean de Jérusalem qui ont administré le territoire de la commune durant plusieurs siècles.
Le village déserté de Goarem-ar-Manec'h, datant du Moyen Âge, est inscrit au titre des Monuments historiques par arrêté du 26 février 1996.
L'auberge de la Crêpe : c'est une maison typique du XVIIe siècle à apotheiz (à avancée) et à escalier extérieur menant à l'étage. Les archives mentionnent déjà une auberge en cet endroit en 1792. De 1830 à 1848, la municipalité y installe l'école (l'instituteur, M. Creyou, a alors onze élèves) et la partie gauche de la maison abrite la mairie, séparée de l'école par une maigre cloison.
La Feuillée était la gare centrale de la ligne Plouescat - Rosporden des Chemins de fer armoricains. La gare et la remise à locomotives existent encore, tandis que la ligne est devenue un chemin de randonnée.
Plusieurs moulins sont présents sur la commune : Kermabilou, Kerelcun, Kerven, Trédudon, Pontaouen.

## Événements

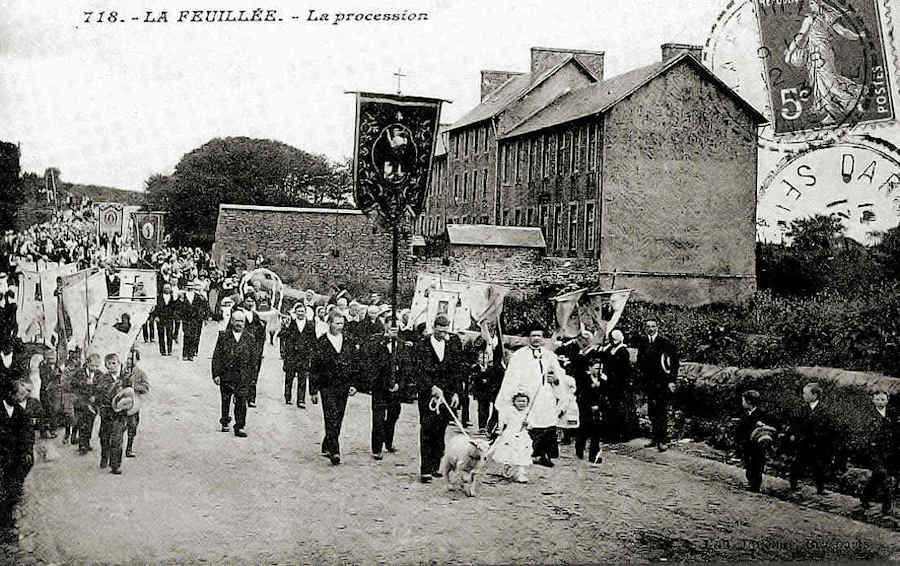
La Feuillée, pardon de la Saint-Jean. Un enfant tenant le mouton est visible au premier plan.

- Le pardon de saint Jean-Baptiste (ou Fête de la Saint-Jean) le 24 juin. Lors de la procession, le « Petit Saint Jean », jeune enfant de trois ou quatre ans, vêtu d'une robe du début du XXe siècle, mène, en compagnie d'un mouton dont la toison est ornée de fleurs, la procession à l'église[117], guidant un mouton enrubanné et fleuri[118]. La tradition du feu de la Saint-Jean se maintient également.
- Le pardon de la Saint-Houardon le dernier dimanche d'août[119], fut longtemps très haut en couleur avec sa procession, ses courses de chevaux, ses danses bretonnes. De nos jours, une messe et un concours de pétanque ont lieu[120].

## Personnalités

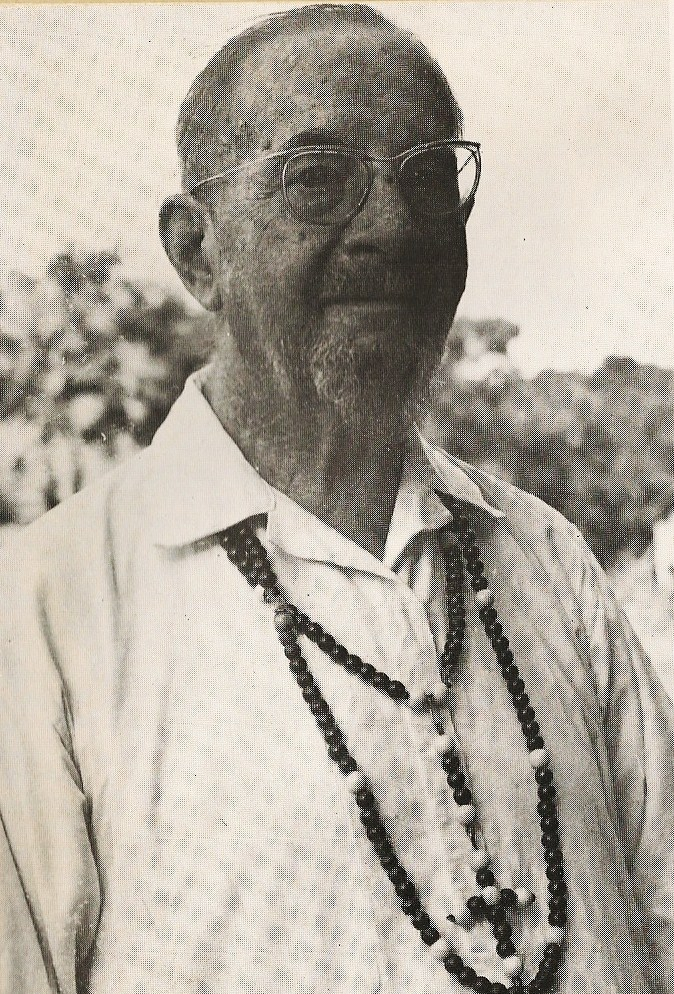
Le Père Jean-Louis Goarnisson.

- Le Père Jean-Louis Goarnisson est né en 1897 à la Feuillée[121]. Diplômé de médecine coloniale, le « Docteur Lumière » a exercé son métier, se spécialisant entre autres dans l'ophtalmologie et son sacerdoce en Haute-Volta, désormais Burkina Faso depuis l'indépendance.